# Cannabaceae

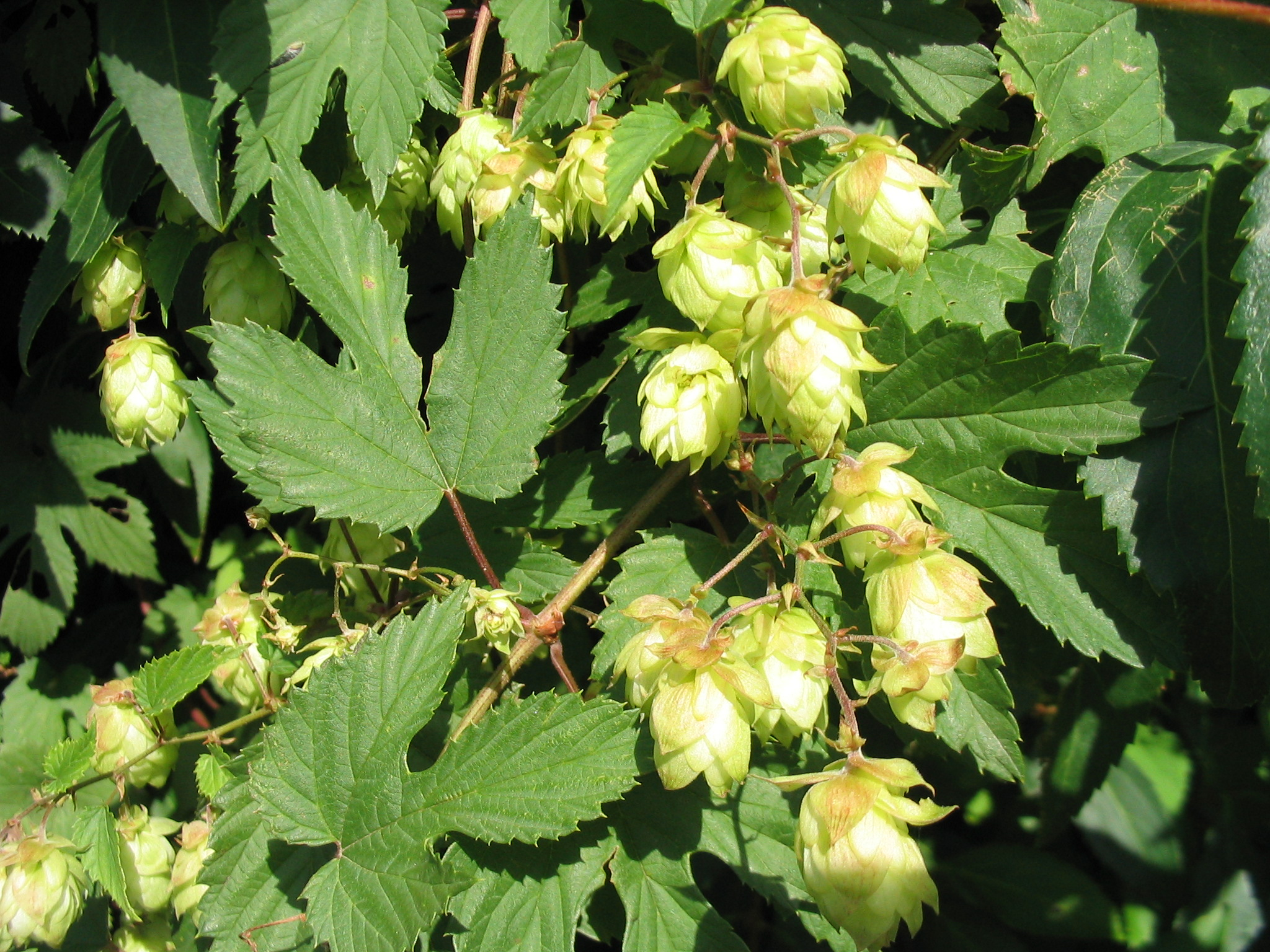
Lúpulo (Humulus lupulus) com frutos quase maduros.

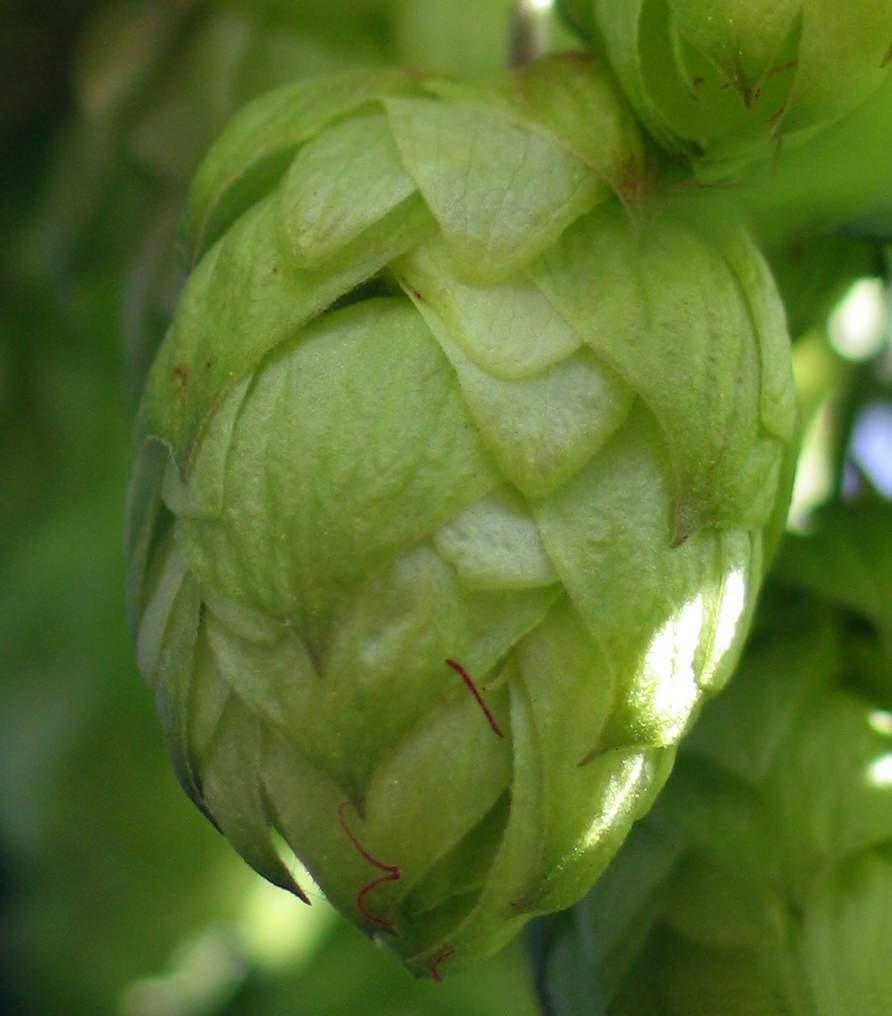
Inflorescência feminina de lúpulo (Humulus lupulus).

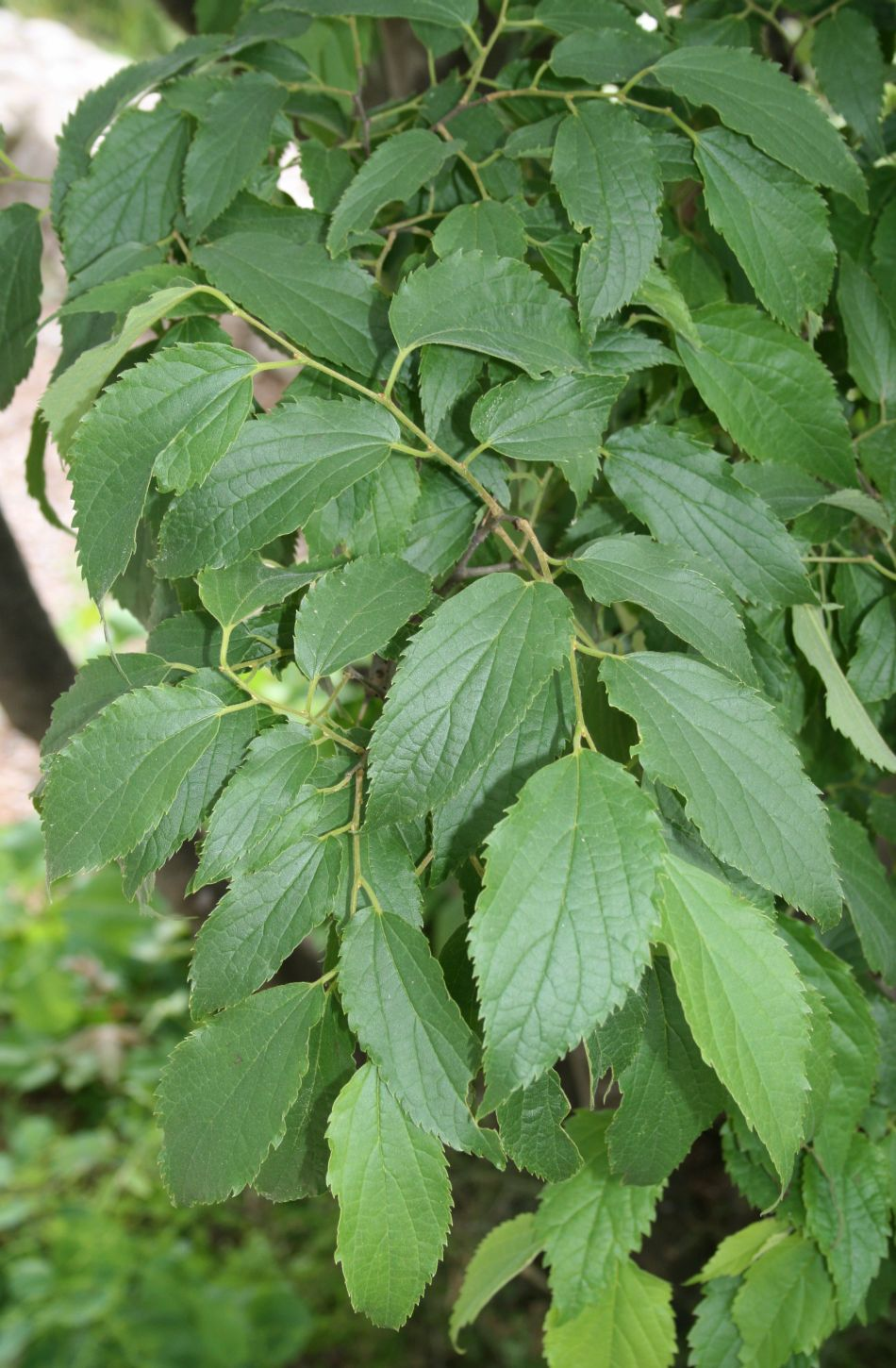
Folhagem de Celtis australis (lódão-bastardo).

Cannabaceae é uma família de plantas com flor da ordem Rosales que na sua presente circunscrição taxonómica inclui 11 géneros e mais de 170 espécies. Entre os géneros que a compõem, conta-se Cannabis (que inclui a maconha), Humulus (que inclui o lúpulo usado na fabricação da cerveja) e Celtis (um género de árvores usadas para fins ornamentais).

## Descrição
A família Cannabaceae, apesar de considerada monofilética, inclui espécies com uma grande diversidade morfológica. Partilhando uma origem evolucionária comum, apresentam hábito que varia entre as plantas herbáceas (como em Cannabis) e os mesofanerófitos (como em Celtis) e as lianas (como em Humulus). O cânhamo (Cannabis) e o lúpulo ( Humulus ) são os únicos géneros economicamente importantes.

### Morfologia
O hábito da família varia desde espécies arbóreas (Celtis), a herbáceas perenes (Cannabis) e trepadeiras (Humulus), com várias espécies a apresentarem laticíferos e a produzirem resinas de vários tipos. Como caracteres morfológicos comuns, todos os membros desta família apresentam cistólitos nas células epidermiais e tricomas (pelos) simples, que podem ser glandulares e conter substâncias aromáticas e tetrahidrocanabinol (como ocorre em Cannabis sativa).
As folhas apresentam filotaxia alterna ou oposta (opostas ou alternas em Cannabis e opostas em Humulus), com inserção pareada ou espiralada, sendo geralmente dísticas e simples, com pedúnculo alongado, inteiras a serradas, porém palmato-lobadas em Humulus e compostas palmadas em Cannabis. Apresentam três nervuras basais principais, numa estrutura de venação que é intermédia entre peninérvea e palmada, ou, em alternativa, apresentam muitas nervuras principais e venação palmada (como em Cannabis e  Humulus). Todas as espécies apresentam estípulas, nalguns casos bem desenvolvidas, que podem ser imbricadas ou fundidas entre si.
As flores ocorrem em inflorescências, bracteadas, determinadas do tipo racemoso ou reduzidas a uma flor solitária. São flores unissexuais em plantas dióicas ou monóicas, sendo que nas espécies dióicas, as inflorescências masculinas são longas e assemelham-se a panículas, enquanto as femininas são mais curtas e com menos flores. A flores são actinomórficas (apresentam simetria radial) e pentâmeras, sendo geralmente inconspícuas, sem corola (a flor não tem pétalas). O cálice é curto, com 4-5 tépalas, em geral livres, mas que podem ser conatas na base, imbricadas ou, menos frequentemente, vestigiais (como nas flores carpeladas de Cannabis). Nas flores masculinas as sépalas são geralmente livres, mas nas flores femininas parcialmente fundidas. O número de estames não é fixo, mas é geralmente 5, com inserção oposta às tépalas, pelo que em geral nas flores masculinas existe apenas um círculo com cinco estames férteis. Os filetes são livres e os grãos de pólen apresentam 2-3-poros. O pistilo apresenta dois carpelos conatos formando um gineceu sincárpico, com o ovário geralmente súpero, sempre unilocular. O estiletes são muito curtos termina em dois longos estigmas. A placentação é apical, com apenas um óvulo por lóculo. A polinização é feita pelo vento (polinização anemofílica).
Os frutos são do tipo aquénio (em Cannabis e Humulus) ou drupa (nos restantes géneros), com sementes globosas.
As plantas desta famílias são ricas em alcaloides e flavonoides. O número cromossómico básico é x = 10.

### Distribuição

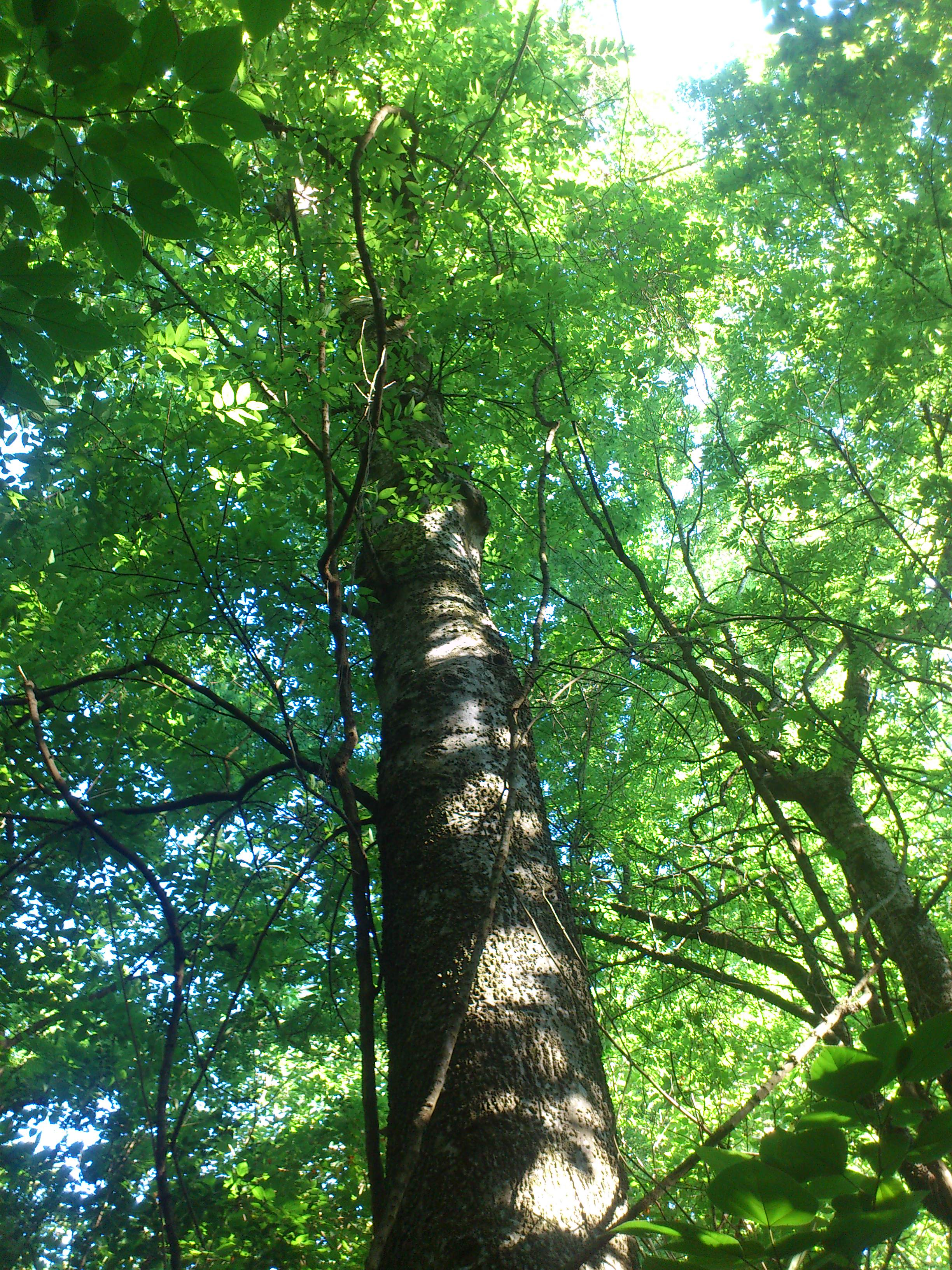
Celtis laevigata, árvore de tamanho médio nativa da América do Norte e pertencente à família Cannabaceae

A família tem ampla distribuição pelas regiões tropicais e subtropicais de todo o mundo, com alguns géneros nas regiões temperadas, mas ausente da região árctica.
O género Cannabis é endémico da Ásia, apesar de ser cultivado em todas as regiões subtropicais e temperadas. O género Humulus ocorre naturalmente nas regiões temperadas do Hemisfério Norte, mas é também amplamente cultivado. O género Celtis, que agrupa o maior número de espécies da família, é encontrado nas regiões tropicais de todos os continentes e em áreas temperadas da Europa.

### Importância económica
A importância económica da família Cannabaceae é crescente, tanto na produção de fibras vegetais (cânhamo) e de cerveja (lúpulo), mas particularmente no uso da canábis, quer par fins medicinais quer como droga recreativa. É também crescente a utilização destas plantas na produção de fármacos.
Estudos utilizando a datação por radiocarbono revelaram que Cannabis sativa era já usada para fins medicinais ou como parte de rituais religiosos em 494 a.C. na região de Xinjiang, na China. Para além dessa ocorrência de uso religioso e ritualístico há mais 2 500 anos atrás, atestada pelos resquícios de artefactos e porções canábis em túmulos de Xinjiang, as plantas do género Cannabis foram ao longo dos últimos dois milénios amplamente cultivadas para produção de fibras de cânhamo, óleos e sementes, bem como para a produção medicinal e recreativa de maconha. Esses usos têm recrudescido em resultado da investigação farmacológica e da evolução das políticas públicas que regulam o uso e criminalização dos produtos psicotrópicos delas derivados. Diversas variedades de Cannabis são produzidas em muitas regiões, com sabores ou aromas distintos, como mirtilo, morango ou mesmo odores cítricos, e maiores ou menores concentrações de tetra-hidrocanabinol e outros canabinoides e terpenos, especialmente em países onde a produção, cultivo e distribuição de canábis é legalizada ou descriminalizada.
Espécies do género Humulus, o qual inclui o lúpulo (Humulus lupulus), têm sido amplamente utilizadas para a produção de bebidas. O lúpulo tem sido desde há centenas de anos o agente predominante utilizado para conferir amargor à cerveja. As resinas contidas nas flores do lúpulo são responsáveis pelo sabor amargo da cerveja e contribuem para prolongar o período de conservação devido às suas qualidades anti-microbianas. Os rebentos jovens do lúpulo podem também ser usados como vegetais, dando amargor a saladas.
Várias espécies arbóreas do género Celtis são cultivadas como planta ornamental e como árvore de sombra em espaços urbanos e jardins.

## Filogenia e sistemática

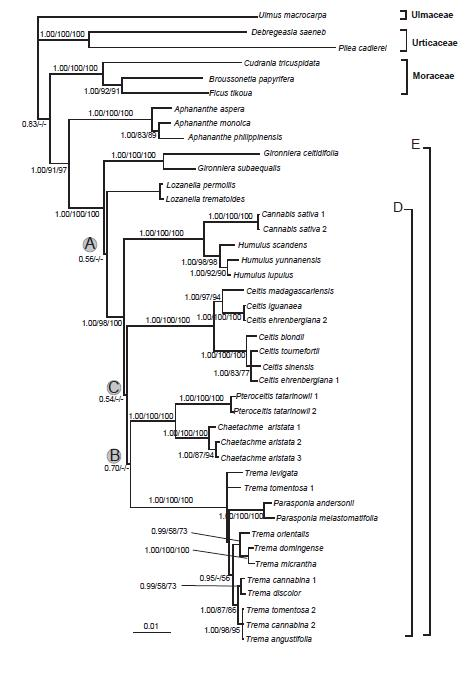
Cladograma adaptado de Yang et. al. (2013).

A proposta inicial de criação da família Cannabaceae foi validamente publicada em 1820, por Ivan Ivanovič Martinov, na obra Tekhno-botanicheskīĭ slovarʹ : na latinskom i rossīĭskom i︠a︡zykakh, p. 99. A variante Cannabidaceae foi proposta por Stephan Ladislaus Endlicher, em 1837, na sua obra Genera plantarum secundum ordines naturales disposita. O género tipo é Cannabis L.
A família foi retomada e inicialmente separada de Moraceae por Alfred Barton Rendle, em 1925, tendo sofrido depois progressivos alargamentos de circunscrição, o que levou a uma expansão significativa do número de géneros nela contidos. A família Cannabaceae é amplamente sustentado como um grupo monofilético através de análises moleculares, sendo o grupo-irmão da família Moraceae. Apesar disso, as relações filogenéticas entre os géneros de Cannabaceae ainda carecem estudo.

### Filogenia
Durante muito tempo, a família Cannabaceae consistiu apenas em dois géneros (Cannabis e Humulus) e foi posicionada dentro da ordem de Urticales. Estudos genéticos moleculares mostraram que as seis ou sete famílias e mais de 2 600 espécies da então ordem Urticales afinal pertencem à ordem Rosales. Nessa análise, determinou-se que a antiga subfamília Celtidoideae, com os géneros Aphananthe, Celtis, Gironniera, Pteroceltis e Trema, estava filogeneticamente mais próxima de Cannabis do que da subfamília Ulmoideae. Em resultado dessa determinação, os géneros que constituíam as Celtidoideae foram transferidos de Ulmaceae para Cannabaceae.
Embora os Celtidoideae contenham mais géneros e espécies, a família é designada por Cannabaceae e não por Celtidaceae devido à aplicação das regras de prioridade contidas no Código Internacional de Nomenclatura Botânica. Assim, as seguintes designações são sinónimos taxonómicos de Cannabaceae Martinov: Cannabidaceae Endl., Celtidaceae Engl. e Lupulaceae Schultz Sch., nom. illeg.
Em consequência dos resultados obtidos em estudos de filogenética atrás referidos, a ordem Rosales está dividida em três clados, aos quais não foi atribuído nível taxonómico. No agrupamento, o clado basal consiste da família Rosaceae, com outro clado agrupando 4 famílias, incluindo Elaeagnaceae, e o terceiro clado agrupando as 4 famílias que antes eram consideradas parte da ordem Urticales. Essa configuração corresponde à seguinte árvore filogenética  assente na análise cladística de sequências de DNA, na qual é patente a posição das Cannabaceae como membro do clado das rosídeas urticalóides:
|  | Elaeagnaceae                                                 |
|  |                                                              |
|  | \| \| Barbeyaceae \| \| \| \| \| \| Dirachmaceae \| \| \| \| |
|  |                                                              |
|  | Barbeyaceae                                                  |
|  |                                                              |
|  | Dirachmaceae                                                 |
|  |                                                              |

|  | Barbeyaceae  |
|  |              |
|  | Dirachmaceae |
|  |              |

|  | Elaeagnaceae                                                 |
|  |                                                              |
|  | \| \| Barbeyaceae \| \| \| \| \| \| Dirachmaceae \| \| \| \| |
|  |                                                              |
|  | Barbeyaceae                                                  |
|  |                                                              |
|  | Dirachmaceae                                                 |
|  |                                                              |

|  | Barbeyaceae  |
|  |              |
|  | Dirachmaceae |
|  |              |

|  | Cannabaceae                                             |
|  |                                                         |
|  | \| \| Moraceae \| \| \| \| \| \| Urticaceae \| \| \| \| |
|  |                                                         |
|  | Moraceae                                                |
|  |                                                         |
|  | Urticaceae                                              |
|  |                                                         |

|  | Moraceae   |
|  |            |
|  | Urticaceae |
|  |            |

|  | Cannabaceae                                             |
|  |                                                         |
|  | \| \| Moraceae \| \| \| \| \| \| Urticaceae \| \| \| \| |
|  |                                                         |
|  | Moraceae                                                |
|  |                                                         |
|  | Urticaceae                                              |
|  |                                                         |

|  | Moraceae   |
|  |            |
|  | Urticaceae |
|  |            |

|  | Elaeagnaceae                                                 |
|  |                                                              |
|  | \| \| Barbeyaceae \| \| \| \| \| \| Dirachmaceae \| \| \| \| |
|  |                                                              |
|  | Barbeyaceae                                                  |
|  |                                                              |
|  | Dirachmaceae                                                 |
|  |                                                              |

|  | Barbeyaceae  |
|  |              |
|  | Dirachmaceae |
|  |              |

|  | Elaeagnaceae                                                 |
|  |                                                              |
|  | \| \| Barbeyaceae \| \| \| \| \| \| Dirachmaceae \| \| \| \| |
|  |                                                              |
|  | Barbeyaceae                                                  |
|  |                                                              |
|  | Dirachmaceae                                                 |
|  |                                                              |

|  | Barbeyaceae  |
|  |              |
|  | Dirachmaceae |
|  |              |

|  | Cannabaceae                                             |
|  |                                                         |
|  | \| \| Moraceae \| \| \| \| \| \| Urticaceae \| \| \| \| |
|  |                                                         |
|  | Moraceae                                                |
|  |                                                         |
|  | Urticaceae                                              |
|  |                                                         |

|  | Moraceae   |
|  |            |
|  | Urticaceae |
|  |            |

|  | Cannabaceae                                             |
|  |                                                         |
|  | \| \| Moraceae \| \| \| \| \| \| Urticaceae \| \| \| \| |
|  |                                                         |
|  | Moraceae                                                |
|  |                                                         |
|  | Urticaceae                                              |
|  |                                                         |

|  | Moraceae   |
|  |            |
|  | Urticaceae |
|  |            |

|  | Elaeagnaceae                                                 |
|  |                                                              |
|  | \| \| Barbeyaceae \| \| \| \| \| \| Dirachmaceae \| \| \| \| |
|  |                                                              |
|  | Barbeyaceae                                                  |
|  |                                                              |
|  | Dirachmaceae                                                 |
|  |                                                              |

|  | Barbeyaceae  |
|  |              |
|  | Dirachmaceae |
|  |              |

|  | Elaeagnaceae                                                 |
|  |                                                              |
|  | \| \| Barbeyaceae \| \| \| \| \| \| Dirachmaceae \| \| \| \| |
|  |                                                              |
|  | Barbeyaceae                                                  |
|  |                                                              |
|  | Dirachmaceae                                                 |
|  |                                                              |

|  | Barbeyaceae  |
|  |              |
|  | Dirachmaceae |
|  |              |

|  | Cannabaceae                                             |
|  |                                                         |
|  | \| \| Moraceae \| \| \| \| \| \| Urticaceae \| \| \| \| |
|  |                                                         |
|  | Moraceae                                                |
|  |                                                         |
|  | Urticaceae                                              |
|  |                                                         |

|  | Moraceae   |
|  |            |
|  | Urticaceae |
|  |            |

|  | Cannabaceae                                             |
|  |                                                         |
|  | \| \| Moraceae \| \| \| \| \| \| Urticaceae \| \| \| \| |
|  |                                                         |
|  | Moraceae                                                |
|  |                                                         |
|  | Urticaceae                                              |
|  |                                                         |

|  | Moraceae   |
|  |            |
|  | Urticaceae |
|  |            |

|  | Elaeagnaceae                                                 |
|  |                                                              |
|  | \| \| Barbeyaceae \| \| \| \| \| \| Dirachmaceae \| \| \| \| |
|  |                                                              |
|  | Barbeyaceae                                                  |
|  |                                                              |
|  | Dirachmaceae                                                 |
|  |                                                              |

|  | Barbeyaceae  |
|  |              |
|  | Dirachmaceae |
|  |              |

|  | Elaeagnaceae                                                 |
|  |                                                              |
|  | \| \| Barbeyaceae \| \| \| \| \| \| Dirachmaceae \| \| \| \| |
|  |                                                              |
|  | Barbeyaceae                                                  |
|  |                                                              |
|  | Dirachmaceae                                                 |
|  |                                                              |

|  | Barbeyaceae  |
|  |              |
|  | Dirachmaceae |
|  |              |

|  | Cannabaceae                                             |
|  |                                                         |
|  | \| \| Moraceae \| \| \| \| \| \| Urticaceae \| \| \| \| |
|  |                                                         |
|  | Moraceae                                                |
|  |                                                         |
|  | Urticaceae                                              |
|  |                                                         |

|  | Moraceae   |
|  |            |
|  | Urticaceae |
|  |            |

|  | Cannabaceae                                             |
|  |                                                         |
|  | \| \| Moraceae \| \| \| \| \| \| Urticaceae \| \| \| \| |
|  |                                                         |
|  | Moraceae                                                |
|  |                                                         |
|  | Urticaceae                                              |
|  |                                                         |

|  | Moraceae   |
|  |            |
|  | Urticaceae |
|  |            |

Estudos de genética molecular sugerem que os géneros Cannabis e Humulus são grupos-irmãos, enquanto o género Trema é um grupo parafilético em relação ao género Parasponia, e que Aphahanthe é grupo-irmão dos demais géneros da família. Outras análises suportam Chaetacme e Pteroceltis enquanto géneros distintos e sugerem um clado que inclui Cannabis, Humulus, Celtis, Chaetacme, Parasponia, Pteroceltis e Trema.
Estudos mais recentes (2013), suportam o género Aphahanthe como o grupo-irmão dos demais géneros da família Cannabaceae e forneceram grande suporte para a relação de Chaetacme e Pteroceltis como grupos-irmãos entre si. Além disso, foi amplamente suportada a hipótese de que Trema é parafilético em relação a Parasponia e de que Humulus é grupo-irmão de Cannabis, formando um clado amplamente suportado por análises moleculares.
A análise dos dados de filogenética molecular disponíveis sugere as seguintes relações entre os géneros:
|  | Cannabis |
|  |          |
|  | Humulus  |
|  |          |

|  | \| \| Pteroceltis \| \| \| \| \| \| Chaetacme \| \| \| \| |
|  |                                                           |
|  | Trema (incluindo Parasponia)                              |
|  |                                                           |
|  | Pteroceltis                                               |
|  |                                                           |
|  | Chaetacme                                                 |
|  |                                                           |

|  | Pteroceltis |
|  |             |
|  | Chaetacme   |
|  |             |

|  | \| \| Pteroceltis \| \| \| \| \| \| Chaetacme \| \| \| \| |
|  |                                                           |
|  | Trema (incluindo Parasponia)                              |
|  |                                                           |
|  | Pteroceltis                                               |
|  |                                                           |
|  | Chaetacme                                                 |
|  |                                                           |

|  | Pteroceltis |
|  |             |
|  | Chaetacme   |
|  |             |

|  | Cannabis |
|  |          |
|  | Humulus  |
|  |          |

|  | \| \| Pteroceltis \| \| \| \| \| \| Chaetacme \| \| \| \| |
|  |                                                           |
|  | Trema (incluindo Parasponia)                              |
|  |                                                           |
|  | Pteroceltis                                               |
|  |                                                           |
|  | Chaetacme                                                 |
|  |                                                           |

|  | Pteroceltis |
|  |             |
|  | Chaetacme   |
|  |             |

|  | \| \| Pteroceltis \| \| \| \| \| \| Chaetacme \| \| \| \| |
|  |                                                           |
|  | Trema (incluindo Parasponia)                              |
|  |                                                           |
|  | Pteroceltis                                               |
|  |                                                           |
|  | Chaetacme                                                 |
|  |                                                           |

|  | Pteroceltis |
|  |             |
|  | Chaetacme   |
|  |             |

|  | Cannabis |
|  |          |
|  | Humulus  |
|  |          |

|  | \| \| Pteroceltis \| \| \| \| \| \| Chaetacme \| \| \| \| |
|  |                                                           |
|  | Trema (incluindo Parasponia)                              |
|  |                                                           |
|  | Pteroceltis                                               |
|  |                                                           |
|  | Chaetacme                                                 |
|  |                                                           |

|  | Pteroceltis |
|  |             |
|  | Chaetacme   |
|  |             |

|  | \| \| Pteroceltis \| \| \| \| \| \| Chaetacme \| \| \| \| |
|  |                                                           |
|  | Trema (incluindo Parasponia)                              |
|  |                                                           |
|  | Pteroceltis                                               |
|  |                                                           |
|  | Chaetacme                                                 |
|  |                                                           |

|  | Pteroceltis |
|  |             |
|  | Chaetacme   |
|  |             |

|  | Cannabis |
|  |          |
|  | Humulus  |
|  |          |

|  | \| \| Pteroceltis \| \| \| \| \| \| Chaetacme \| \| \| \| |
|  |                                                           |
|  | Trema (incluindo Parasponia)                              |
|  |                                                           |
|  | Pteroceltis                                               |
|  |                                                           |
|  | Chaetacme                                                 |
|  |                                                           |

|  | Pteroceltis |
|  |             |
|  | Chaetacme   |
|  |             |

|  | \| \| Pteroceltis \| \| \| \| \| \| Chaetacme \| \| \| \| |
|  |                                                           |
|  | Trema (incluindo Parasponia)                              |
|  |                                                           |
|  | Pteroceltis                                               |
|  |                                                           |
|  | Chaetacme                                                 |
|  |                                                           |

|  | Pteroceltis |
|  |             |
|  | Chaetacme   |
|  |             |

|  | Cannabis |
|  |          |
|  | Humulus  |
|  |          |

|  | \| \| Pteroceltis \| \| \| \| \| \| Chaetacme \| \| \| \| |
|  |                                                           |
|  | Trema (incluindo Parasponia)                              |
|  |                                                           |
|  | Pteroceltis                                               |
|  |                                                           |
|  | Chaetacme                                                 |
|  |                                                           |

|  | Pteroceltis |
|  |             |
|  | Chaetacme   |
|  |             |

|  | \| \| Pteroceltis \| \| \| \| \| \| Chaetacme \| \| \| \| |
|  |                                                           |
|  | Trema (incluindo Parasponia)                              |
|  |                                                           |
|  | Pteroceltis                                               |
|  |                                                           |
|  | Chaetacme                                                 |
|  |                                                           |

|  | Pteroceltis |
|  |             |
|  | Chaetacme   |
|  |             |

|  | Cannabis |
|  |          |
|  | Humulus  |
|  |          |

|  | \| \| Pteroceltis \| \| \| \| \| \| Chaetacme \| \| \| \| |
|  |                                                           |
|  | Trema (incluindo Parasponia)                              |
|  |                                                           |
|  | Pteroceltis                                               |
|  |                                                           |
|  | Chaetacme                                                 |
|  |                                                           |

|  | Pteroceltis |
|  |             |
|  | Chaetacme   |
|  |             |

|  | \| \| Pteroceltis \| \| \| \| \| \| Chaetacme \| \| \| \| |
|  |                                                           |
|  | Trema (incluindo Parasponia)                              |
|  |                                                           |
|  | Pteroceltis                                               |
|  |                                                           |
|  | Chaetacme                                                 |
|  |                                                           |

|  | Pteroceltis |
|  |             |
|  | Chaetacme   |
|  |             |

|  | Cannabis |
|  |          |
|  | Humulus  |
|  |          |

|  | \| \| Pteroceltis \| \| \| \| \| \| Chaetacme \| \| \| \| |
|  |                                                           |
|  | Trema (incluindo Parasponia)                              |
|  |                                                           |
|  | Pteroceltis                                               |
|  |                                                           |
|  | Chaetacme                                                 |
|  |                                                           |

|  | Pteroceltis |
|  |             |
|  | Chaetacme   |
|  |             |

|  | \| \| Pteroceltis \| \| \| \| \| \| Chaetacme \| \| \| \| |
|  |                                                           |
|  | Trema (incluindo Parasponia)                              |
|  |                                                           |
|  | Pteroceltis                                               |
|  |                                                           |
|  | Chaetacme                                                 |
|  |                                                           |

|  | Pteroceltis |
|  |             |
|  | Chaetacme   |
|  |             |

|  | Cannabis |
|  |          |
|  | Humulus  |
|  |          |

|  | \| \| Pteroceltis \| \| \| \| \| \| Chaetacme \| \| \| \| |
|  |                                                           |
|  | Trema (incluindo Parasponia)                              |
|  |                                                           |
|  | Pteroceltis                                               |
|  |                                                           |
|  | Chaetacme                                                 |
|  |                                                           |

|  | Pteroceltis |
|  |             |
|  | Chaetacme   |
|  |             |

|  | \| \| Pteroceltis \| \| \| \| \| \| Chaetacme \| \| \| \| |
|  |                                                           |
|  | Trema (incluindo Parasponia)                              |
|  |                                                           |
|  | Pteroceltis                                               |
|  |                                                           |
|  | Chaetacme                                                 |
|  |                                                           |

|  | Pteroceltis |
|  |             |
|  | Chaetacme   |
|  |             |

|  | Cannabis |
|  |          |
|  | Humulus  |
|  |          |

|  | \| \| Pteroceltis \| \| \| \| \| \| Chaetacme \| \| \| \| |
|  |                                                           |
|  | Trema (incluindo Parasponia)                              |
|  |                                                           |
|  | Pteroceltis                                               |
|  |                                                           |
|  | Chaetacme                                                 |
|  |                                                           |

|  | Pteroceltis |
|  |             |
|  | Chaetacme   |
|  |             |

|  | \| \| Pteroceltis \| \| \| \| \| \| Chaetacme \| \| \| \| |
|  |                                                           |
|  | Trema (incluindo Parasponia)                              |
|  |                                                           |
|  | Pteroceltis                                               |
|  |                                                           |
|  | Chaetacme                                                 |
|  |                                                           |

|  | Pteroceltis |
|  |             |
|  | Chaetacme   |
|  |             |

|  | Cannabis |
|  |          |
|  | Humulus  |
|  |          |

|  | \| \| Pteroceltis \| \| \| \| \| \| Chaetacme \| \| \| \| |
|  |                                                           |
|  | Trema (incluindo Parasponia)                              |
|  |                                                           |
|  | Pteroceltis                                               |
|  |                                                           |
|  | Chaetacme                                                 |
|  |                                                           |

|  | Pteroceltis |
|  |             |
|  | Chaetacme   |
|  |             |

|  | \| \| Pteroceltis \| \| \| \| \| \| Chaetacme \| \| \| \| |
|  |                                                           |
|  | Trema (incluindo Parasponia)                              |
|  |                                                           |
|  | Pteroceltis                                               |
|  |                                                           |
|  | Chaetacme                                                 |
|  |                                                           |

|  | Pteroceltis |
|  |             |
|  | Chaetacme   |
|  |             |

|  | Cannabis |
|  |          |
|  | Humulus  |
|  |          |

|  | \| \| Pteroceltis \| \| \| \| \| \| Chaetacme \| \| \| \| |
|  |                                                           |
|  | Trema (incluindo Parasponia)                              |
|  |                                                           |
|  | Pteroceltis                                               |
|  |                                                           |
|  | Chaetacme                                                 |
|  |                                                           |

|  | Pteroceltis |
|  |             |
|  | Chaetacme   |
|  |             |

|  | \| \| Pteroceltis \| \| \| \| \| \| Chaetacme \| \| \| \| |
|  |                                                           |
|  | Trema (incluindo Parasponia)                              |
|  |                                                           |
|  | Pteroceltis                                               |
|  |                                                           |
|  | Chaetacme                                                 |
|  |                                                           |

|  | Pteroceltis |
|  |             |
|  | Chaetacme   |
|  |             |

|  | Cannabis |
|  |          |
|  | Humulus  |
|  |          |

|  | \| \| Pteroceltis \| \| \| \| \| \| Chaetacme \| \| \| \| |
|  |                                                           |
|  | Trema (incluindo Parasponia)                              |
|  |                                                           |
|  | Pteroceltis                                               |
|  |                                                           |
|  | Chaetacme                                                 |
|  |                                                           |

|  | Pteroceltis |
|  |             |
|  | Chaetacme   |
|  |             |

|  | \| \| Pteroceltis \| \| \| \| \| \| Chaetacme \| \| \| \| |
|  |                                                           |
|  | Trema (incluindo Parasponia)                              |
|  |                                                           |
|  | Pteroceltis                                               |
|  |                                                           |
|  | Chaetacme                                                 |
|  |                                                           |

|  | Pteroceltis |
|  |             |
|  | Chaetacme   |
|  |             |

|  | Cannabis |
|  |          |
|  | Humulus  |
|  |          |

|  | \| \| Pteroceltis \| \| \| \| \| \| Chaetacme \| \| \| \| |
|  |                                                           |
|  | Trema (incluindo Parasponia)                              |
|  |                                                           |
|  | Pteroceltis                                               |
|  |                                                           |
|  | Chaetacme                                                 |
|  |                                                           |

|  | Pteroceltis |
|  |             |
|  | Chaetacme   |
|  |             |

|  | \| \| Pteroceltis \| \| \| \| \| \| Chaetacme \| \| \| \| |
|  |                                                           |
|  | Trema (incluindo Parasponia)                              |
|  |                                                           |
|  | Pteroceltis                                               |
|  |                                                           |
|  | Chaetacme                                                 |
|  |                                                           |

|  | Pteroceltis |
|  |             |
|  | Chaetacme   |
|  |             |

|  | Cannabis |
|  |          |
|  | Humulus  |
|  |          |

|  | \| \| Pteroceltis \| \| \| \| \| \| Chaetacme \| \| \| \| |
|  |                                                           |
|  | Trema (incluindo Parasponia)                              |
|  |                                                           |
|  | Pteroceltis                                               |
|  |                                                           |
|  | Chaetacme                                                 |
|  |                                                           |

|  | Pteroceltis |
|  |             |
|  | Chaetacme   |
|  |             |

|  | \| \| Pteroceltis \| \| \| \| \| \| Chaetacme \| \| \| \| |
|  |                                                           |
|  | Trema (incluindo Parasponia)                              |
|  |                                                           |
|  | Pteroceltis                                               |
|  |                                                           |
|  | Chaetacme                                                 |
|  |                                                           |

|  | Pteroceltis |
|  |             |
|  | Chaetacme   |
|  |             |

|  | Cannabis |
|  |          |
|  | Humulus  |
|  |          |

|  | \| \| Pteroceltis \| \| \| \| \| \| Chaetacme \| \| \| \| |
|  |                                                           |
|  | Trema (incluindo Parasponia)                              |
|  |                                                           |
|  | Pteroceltis                                               |
|  |                                                           |
|  | Chaetacme                                                 |
|  |                                                           |

|  | Pteroceltis |
|  |             |
|  | Chaetacme   |
|  |             |

|  | \| \| Pteroceltis \| \| \| \| \| \| Chaetacme \| \| \| \| |
|  |                                                           |
|  | Trema (incluindo Parasponia)                              |
|  |                                                           |
|  | Pteroceltis                                               |
|  |                                                           |
|  | Chaetacme                                                 |
|  |                                                           |

|  | Pteroceltis |
|  |             |
|  | Chaetacme   |
|  |             |

|  | Cannabis |
|  |          |
|  | Humulus  |
|  |          |

|  | \| \| Pteroceltis \| \| \| \| \| \| Chaetacme \| \| \| \| |
|  |                                                           |
|  | Trema (incluindo Parasponia)                              |
|  |                                                           |
|  | Pteroceltis                                               |
|  |                                                           |
|  | Chaetacme                                                 |
|  |                                                           |

|  | Pteroceltis |
|  |             |
|  | Chaetacme   |
|  |             |

|  | \| \| Pteroceltis \| \| \| \| \| \| Chaetacme \| \| \| \| |
|  |                                                           |
|  | Trema (incluindo Parasponia)                              |
|  |                                                           |
|  | Pteroceltis                                               |
|  |                                                           |
|  | Chaetacme                                                 |
|  |                                                           |

|  | Pteroceltis |
|  |             |
|  | Chaetacme   |
|  |             |

|  | Cannabis |
|  |          |
|  | Humulus  |
|  |          |

|  | \| \| Pteroceltis \| \| \| \| \| \| Chaetacme \| \| \| \| |
|  |                                                           |
|  | Trema (incluindo Parasponia)                              |
|  |                                                           |
|  | Pteroceltis                                               |
|  |                                                           |
|  | Chaetacme                                                 |
|  |                                                           |

|  | Pteroceltis |
|  |             |
|  | Chaetacme   |
|  |             |

|  | \| \| Pteroceltis \| \| \| \| \| \| Chaetacme \| \| \| \| |
|  |                                                           |
|  | Trema (incluindo Parasponia)                              |
|  |                                                           |
|  | Pteroceltis                                               |
|  |                                                           |
|  | Chaetacme                                                 |
|  |                                                           |

|  | Pteroceltis |
|  |             |
|  | Chaetacme   |
|  |             |

|  | Cannabis |
|  |          |
|  | Humulus  |
|  |          |

|  | \| \| Pteroceltis \| \| \| \| \| \| Chaetacme \| \| \| \| |
|  |                                                           |
|  | Trema (incluindo Parasponia)                              |
|  |                                                           |
|  | Pteroceltis                                               |
|  |                                                           |
|  | Chaetacme                                                 |
|  |                                                           |

|  | Pteroceltis |
|  |             |
|  | Chaetacme   |
|  |             |

|  | \| \| Pteroceltis \| \| \| \| \| \| Chaetacme \| \| \| \| |
|  |                                                           |
|  | Trema (incluindo Parasponia)                              |
|  |                                                           |
|  | Pteroceltis                                               |
|  |                                                           |
|  | Chaetacme                                                 |
|  |                                                           |

|  | Pteroceltis |
|  |             |
|  | Chaetacme   |
|  |             |

|  | Cannabis |
|  |          |
|  | Humulus  |
|  |          |

|  | \| \| Pteroceltis \| \| \| \| \| \| Chaetacme \| \| \| \| |
|  |                                                           |
|  | Trema (incluindo Parasponia)                              |
|  |                                                           |
|  | Pteroceltis                                               |
|  |                                                           |
|  | Chaetacme                                                 |
|  |                                                           |

|  | Pteroceltis |
|  |             |
|  | Chaetacme   |
|  |             |

|  | \| \| Pteroceltis \| \| \| \| \| \| Chaetacme \| \| \| \| |
|  |                                                           |
|  | Trema (incluindo Parasponia)                              |
|  |                                                           |
|  | Pteroceltis                                               |
|  |                                                           |
|  | Chaetacme                                                 |
|  |                                                           |

|  | Pteroceltis |
|  |             |
|  | Chaetacme   |
|  |             |

|  | Cannabis |
|  |          |
|  | Humulus  |
|  |          |

|  | \| \| Pteroceltis \| \| \| \| \| \| Chaetacme \| \| \| \| |
|  |                                                           |
|  | Trema (incluindo Parasponia)                              |
|  |                                                           |
|  | Pteroceltis                                               |
|  |                                                           |
|  | Chaetacme                                                 |
|  |                                                           |

|  | Pteroceltis |
|  |             |
|  | Chaetacme   |
|  |             |

|  | \| \| Pteroceltis \| \| \| \| \| \| Chaetacme \| \| \| \| |
|  |                                                           |
|  | Trema (incluindo Parasponia)                              |
|  |                                                           |
|  | Pteroceltis                                               |
|  |                                                           |
|  | Chaetacme                                                 |
|  |                                                           |

|  | Pteroceltis |
|  |             |
|  | Chaetacme   |
|  |             |

|  | Cannabis |
|  |          |
|  | Humulus  |
|  |          |

|  | \| \| Pteroceltis \| \| \| \| \| \| Chaetacme \| \| \| \| |
|  |                                                           |
|  | Trema (incluindo Parasponia)                              |
|  |                                                           |
|  | Pteroceltis                                               |
|  |                                                           |
|  | Chaetacme                                                 |
|  |                                                           |

|  | Pteroceltis |
|  |             |
|  | Chaetacme   |
|  |             |

|  | \| \| Pteroceltis \| \| \| \| \| \| Chaetacme \| \| \| \| |
|  |                                                           |
|  | Trema (incluindo Parasponia)                              |
|  |                                                           |
|  | Pteroceltis                                               |
|  |                                                           |
|  | Chaetacme                                                 |
|  |                                                           |

|  | Pteroceltis |
|  |             |
|  | Chaetacme   |
|  |             |

|  | Cannabis |
|  |          |
|  | Humulus  |
|  |          |

|  | \| \| Pteroceltis \| \| \| \| \| \| Chaetacme \| \| \| \| |
|  |                                                           |
|  | Trema (incluindo Parasponia)                              |
|  |                                                           |
|  | Pteroceltis                                               |
|  |                                                           |
|  | Chaetacme                                                 |
|  |                                                           |

|  | Pteroceltis |
|  |             |
|  | Chaetacme   |
|  |             |

|  | \| \| Pteroceltis \| \| \| \| \| \| Chaetacme \| \| \| \| |
|  |                                                           |
|  | Trema (incluindo Parasponia)                              |
|  |                                                           |
|  | Pteroceltis                                               |
|  |                                                           |
|  | Chaetacme                                                 |
|  |                                                           |

|  | Pteroceltis |
|  |             |
|  | Chaetacme   |
|  |             |

|  | Cannabis |
|  |          |
|  | Humulus  |
|  |          |

|  | \| \| Pteroceltis \| \| \| \| \| \| Chaetacme \| \| \| \| |
|  |                                                           |
|  | Trema (incluindo Parasponia)                              |
|  |                                                           |
|  | Pteroceltis                                               |
|  |                                                           |
|  | Chaetacme                                                 |
|  |                                                           |

|  | Pteroceltis |
|  |             |
|  | Chaetacme   |
|  |             |

|  | \| \| Pteroceltis \| \| \| \| \| \| Chaetacme \| \| \| \| |
|  |                                                           |
|  | Trema (incluindo Parasponia)                              |
|  |                                                           |
|  | Pteroceltis                                               |
|  |                                                           |
|  | Chaetacme                                                 |
|  |                                                           |

|  | Pteroceltis |
|  |             |
|  | Chaetacme   |
|  |             |

|  | Cannabis |
|  |          |
|  | Humulus  |
|  |          |

|  | \| \| Pteroceltis \| \| \| \| \| \| Chaetacme \| \| \| \| |
|  |                                                           |
|  | Trema (incluindo Parasponia)                              |
|  |                                                           |
|  | Pteroceltis                                               |
|  |                                                           |
|  | Chaetacme                                                 |
|  |                                                           |

|  | Pteroceltis |
|  |             |
|  | Chaetacme   |
|  |             |

|  | \| \| Pteroceltis \| \| \| \| \| \| Chaetacme \| \| \| \| |
|  |                                                           |
|  | Trema (incluindo Parasponia)                              |
|  |                                                           |
|  | Pteroceltis                                               |
|  |                                                           |
|  | Chaetacme                                                 |
|  |                                                           |

|  | Pteroceltis |
|  |             |
|  | Chaetacme   |
|  |             |

|  | Cannabis |
|  |          |
|  | Humulus  |
|  |          |

|  | \| \| Pteroceltis \| \| \| \| \| \| Chaetacme \| \| \| \| |
|  |                                                           |
|  | Trema (incluindo Parasponia)                              |
|  |                                                           |
|  | Pteroceltis                                               |
|  |                                                           |
|  | Chaetacme                                                 |
|  |                                                           |

|  | Pteroceltis |
|  |             |
|  | Chaetacme   |
|  |             |

|  | \| \| Pteroceltis \| \| \| \| \| \| Chaetacme \| \| \| \| |
|  |                                                           |
|  | Trema (incluindo Parasponia)                              |
|  |                                                           |
|  | Pteroceltis                                               |
|  |                                                           |
|  | Chaetacme                                                 |
|  |                                                           |

|  | Pteroceltis |
|  |             |
|  | Chaetacme   |
|  |             |

|  | Cannabis |
|  |          |
|  | Humulus  |
|  |          |

|  | \| \| Pteroceltis \| \| \| \| \| \| Chaetacme \| \| \| \| |
|  |                                                           |
|  | Trema (incluindo Parasponia)                              |
|  |                                                           |
|  | Pteroceltis                                               |
|  |                                                           |
|  | Chaetacme                                                 |
|  |                                                           |

|  | Pteroceltis |
|  |             |
|  | Chaetacme   |
|  |             |

|  | \| \| Pteroceltis \| \| \| \| \| \| Chaetacme \| \| \| \| |
|  |                                                           |
|  | Trema (incluindo Parasponia)                              |
|  |                                                           |
|  | Pteroceltis                                               |
|  |                                                           |
|  | Chaetacme                                                 |
|  |                                                           |

|  | Pteroceltis |
|  |             |
|  | Chaetacme   |
|  |             |

|  | Cannabis |
|  |          |
|  | Humulus  |
|  |          |

|  | \| \| Pteroceltis \| \| \| \| \| \| Chaetacme \| \| \| \| |
|  |                                                           |
|  | Trema (incluindo Parasponia)                              |
|  |                                                           |
|  | Pteroceltis                                               |
|  |                                                           |
|  | Chaetacme                                                 |
|  |                                                           |

|  | Pteroceltis |
|  |             |
|  | Chaetacme   |
|  |             |

|  | \| \| Pteroceltis \| \| \| \| \| \| Chaetacme \| \| \| \| |
|  |                                                           |
|  | Trema (incluindo Parasponia)                              |
|  |                                                           |
|  | Pteroceltis                                               |
|  |                                                           |
|  | Chaetacme                                                 |
|  |                                                           |

|  | Pteroceltis |
|  |             |
|  | Chaetacme   |
|  |             |

|  | Cannabis |
|  |          |
|  | Humulus  |
|  |          |

|  | \| \| Pteroceltis \| \| \| \| \| \| Chaetacme \| \| \| \| |
|  |                                                           |
|  | Trema (incluindo Parasponia)                              |
|  |                                                           |
|  | Pteroceltis                                               |
|  |                                                           |
|  | Chaetacme                                                 |
|  |                                                           |

|  | Pteroceltis |
|  |             |
|  | Chaetacme   |
|  |             |

|  | \| \| Pteroceltis \| \| \| \| \| \| Chaetacme \| \| \| \| |
|  |                                                           |
|  | Trema (incluindo Parasponia)                              |
|  |                                                           |
|  | Pteroceltis                                               |
|  |                                                           |
|  | Chaetacme                                                 |
|  |                                                           |

|  | Pteroceltis |
|  |             |
|  | Chaetacme   |
|  |             |

|  | Cannabis |
|  |          |
|  | Humulus  |
|  |          |

|  | \| \| Pteroceltis \| \| \| \| \| \| Chaetacme \| \| \| \| |
|  |                                                           |
|  | Trema (incluindo Parasponia)                              |
|  |                                                           |
|  | Pteroceltis                                               |
|  |                                                           |
|  | Chaetacme                                                 |
|  |                                                           |

|  | Pteroceltis |
|  |             |
|  | Chaetacme   |
|  |             |

|  | \| \| Pteroceltis \| \| \| \| \| \| Chaetacme \| \| \| \| |
|  |                                                           |
|  | Trema (incluindo Parasponia)                              |
|  |                                                           |
|  | Pteroceltis                                               |
|  |                                                           |
|  | Chaetacme                                                 |
|  |                                                           |

|  | Pteroceltis |
|  |             |
|  | Chaetacme   |
|  |             |

|  | Cannabis |
|  |          |
|  | Humulus  |
|  |          |

|  | \| \| Pteroceltis \| \| \| \| \| \| Chaetacme \| \| \| \| |
|  |                                                           |
|  | Trema (incluindo Parasponia)                              |
|  |                                                           |
|  | Pteroceltis                                               |
|  |                                                           |
|  | Chaetacme                                                 |
|  |                                                           |

|  | Pteroceltis |
|  |             |
|  | Chaetacme   |
|  |             |

|  | \| \| Pteroceltis \| \| \| \| \| \| Chaetacme \| \| \| \| |
|  |                                                           |
|  | Trema (incluindo Parasponia)                              |
|  |                                                           |
|  | Pteroceltis                                               |
|  |                                                           |
|  | Chaetacme                                                 |
|  |                                                           |

|  | Pteroceltis |
|  |             |
|  | Chaetacme   |
|  |             |

|  | Cannabis |
|  |          |
|  | Humulus  |
|  |          |

|  | \| \| Pteroceltis \| \| \| \| \| \| Chaetacme \| \| \| \| |
|  |                                                           |
|  | Trema (incluindo Parasponia)                              |
|  |                                                           |
|  | Pteroceltis                                               |
|  |                                                           |
|  | Chaetacme                                                 |
|  |                                                           |

|  | Pteroceltis |
|  |             |
|  | Chaetacme   |
|  |             |

|  | \| \| Pteroceltis \| \| \| \| \| \| Chaetacme \| \| \| \| |
|  |                                                           |
|  | Trema (incluindo Parasponia)                              |
|  |                                                           |
|  | Pteroceltis                                               |
|  |                                                           |
|  | Chaetacme                                                 |
|  |                                                           |

|  | Pteroceltis |
|  |             |
|  | Chaetacme   |
|  |             |

|  | Cannabis |
|  |          |
|  | Humulus  |
|  |          |

|  | \| \| Pteroceltis \| \| \| \| \| \| Chaetacme \| \| \| \| |
|  |                                                           |
|  | Trema (incluindo Parasponia)                              |
|  |                                                           |
|  | Pteroceltis                                               |
|  |                                                           |
|  | Chaetacme                                                 |
|  |                                                           |

|  | Pteroceltis |
|  |             |
|  | Chaetacme   |
|  |             |

|  | \| \| Pteroceltis \| \| \| \| \| \| Chaetacme \| \| \| \| |
|  |                                                           |
|  | Trema (incluindo Parasponia)                              |
|  |                                                           |
|  | Pteroceltis                                               |
|  |                                                           |
|  | Chaetacme                                                 |
|  |                                                           |

|  | Pteroceltis |
|  |             |
|  | Chaetacme   |
|  |             |

### Sistemática

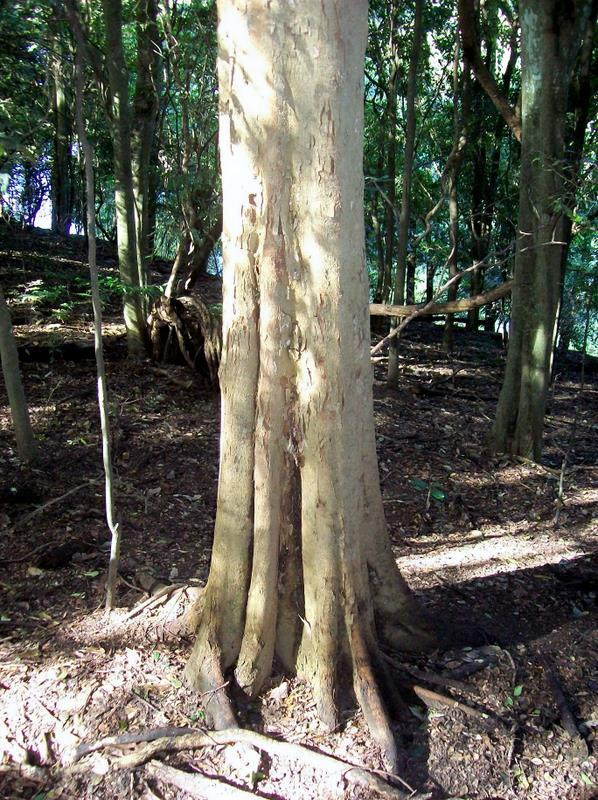
Tronco de Aphananthe philippinensis.

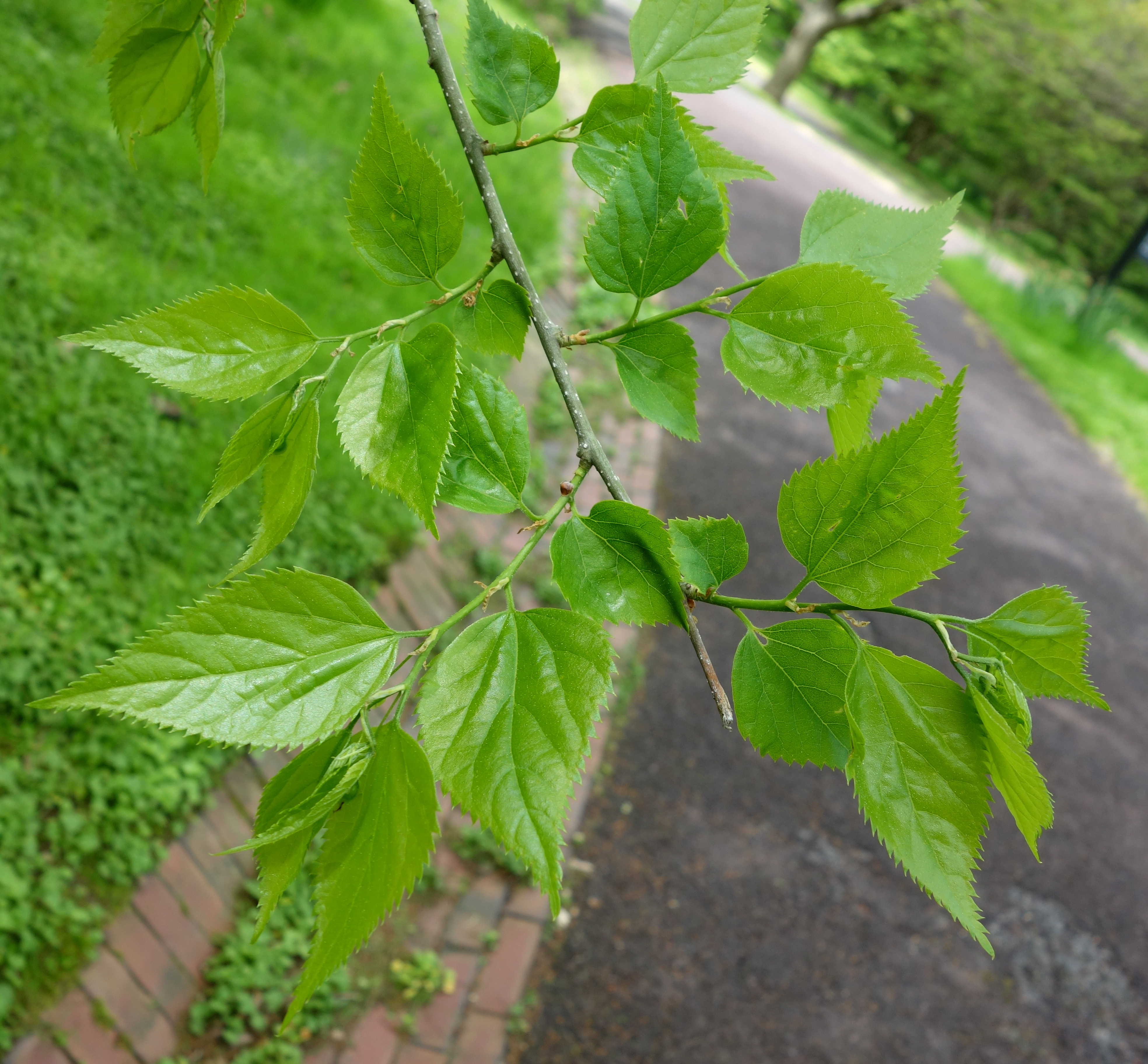
Pteroceltis tatarinowii.

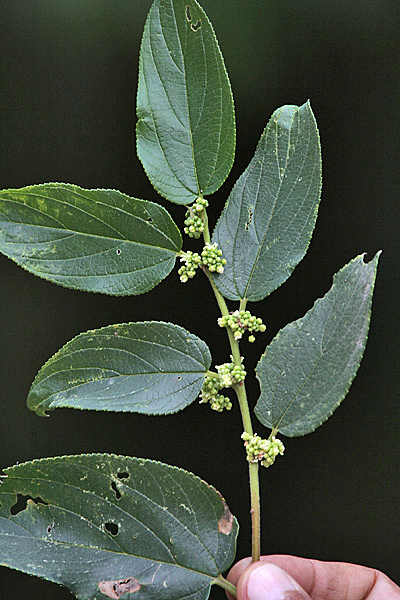
Inflorescências e folhagem de Trema orientalis.

Os sistemas de classificação de base morfológica desenvolvidos antes da década de 1990, como o sistema de Cronquist (1981) e o sistema de Dahlgren (1989), tipicamente reconheciam a ordem Urticales, que incluía as famílias Cannabaceae, Cecropiaceae, Celtidaceae, Moraceae, Ulmaceae e Urticaceae, como então circunscritas. Dados de filogenia molecular obtidos posteriormente mostraram que essas famílias estavam embutidas na ordem Rosales, de modo que a partir da primeira classificação publicada pelo Angiosperm Phylogeny Group, em 1998, foram colocadas numa ordem Rosales com circunscrição expandida, formando no seu sio um clado que tem sido designado por rosídeas urticalóides.
Na sua presente circunscrição taxonómica, a família Cannabaceae compreende os seguintes géneros:
- Aphananthe Planch. (5 spp.; sin. Mirandaceltis Sharp, 1958)
- Cannabis L.—Hemp (1 sp.)
- Celtis L. (73–109 spp.; sin.: Mertensia Kunth nom. illeg. hom., Momisia F. Dietr. 1819, Sparrea  Hunz. & Dottori 1978)
- Chaetacme Planch. (1 sp.)
- Gironniera Gaudich. (6 spp.; sin. Helminthospermum Thwaites, 1854, Nematostigma Planch. ex Benth. & Hook. f. 1880)
- Humulus L. (3 spp.; sin.: Humulopsis Grudz.)
- Lozanella Greenm. (2 spp.; sin.: Samaroceltis J. Poiss. 1887)
- Parasponia Miq. (5–10 spp.)
- Pteroceltis Maxim. (1 sp.)
- Trema Lour. (12–42 spp.; sin.: Sponia Comm. ex Decne. 1834)

### Géneros e sua distribuição
A família Cannabaceae na sua presente circunscrição taxonómica agrupa 9 a 11 géneros com cerca de 170 espécies:
- Aphananthe Planch. (sin.: Homoioceltis Blume, Mirandaceltis Sharp): com cerca de 5 espécies, nativas do leste da Ásia, de Madagáscar, do México e das ilhas do Pacífico (2 espécies são nativas da China).
- Cannabis L.: com apenas 1 a 3 espécies, provavelmente originárias da Ásia Central.
- Celtis L. (sin.: Momisia F.Dietr., Sparrea Hunz. & Dottori): com 60 a 100 espécies, distribuídas dos trópicos até às regiões temperadas.
- Chaetacme Planch. (sin.: Chaetachme Planch., orth. var.): com apenas 4 espécies, nativas da África Ocidental.
- Gironniera Gaudich. (sin.: Helminthospermum Thwaites, Nematostigma Planch.): com 6 espécies, nativas do Sueste Asiático, ilhas do Pacífico e Sri Lanka.
- Humulus L. (sin.: Humulopsis Grudz., Lupulus Mill.): com 2-3 espécies, distribuídas pelo Hemisfério Norte.
- Lozanella Greenm. (anteriormente em Ulmaceae): com 2 espécies, nativas do México e Bolívia.
- Parasponia Miq.: com 5 espécies, nativas das ilhas do Pacífico. As raízes das espécies deste género apresentam nódulos radiculares que albergam albergam bactérias diazotróficas (fixadoras de azoto atmosférico) do género Rhizobium, sendo o único grupo de plantas fora das leguminosas, que se sabe suportar simbiose com estes organismo (os restantes caso conhecidos o simbionte é do género Frankia, um organismo do grupo dos Actinomycetales).[24]
- Pteroceltis Maxim. com uma única espécie Pteroceltis tatarinowii Maxim: ocorre em terrenos calcários ao longo dos rios em altitudes de 100-1500 metros na China, onde é um endemismo.[25]
- Trema Lour. (sin.: Sponia Comm. ex Decne.): com cerca de 15, distribuídas pelos trópicos e subtrópicos.

## Ocorrência no Brasil
No Brasil ocorrem apenas dois gêneros da família, Celtis e Trema, com um número aproximado de 9 espécies, sendo 3 delas endêmicas. Sua distribuição abrange todo o território do país, sendo registrado nos 27 estados e ocorrendo em domínios fitogeográficos como Cerrado, Amazônia, Caatinga, Mata Atlântica, Pantanal e Pampas. Os tipos de vegetação no qual são encontrados membros da família no Brasil são Floresta Ombrófila, Restinga, Floresta Ciliar ou Galeria, Floresta de Terra Firme, Floresta Estacional Semidecidual e Restinga.

## Galeria
Cânhamo e canábis (Cannabis sativa)

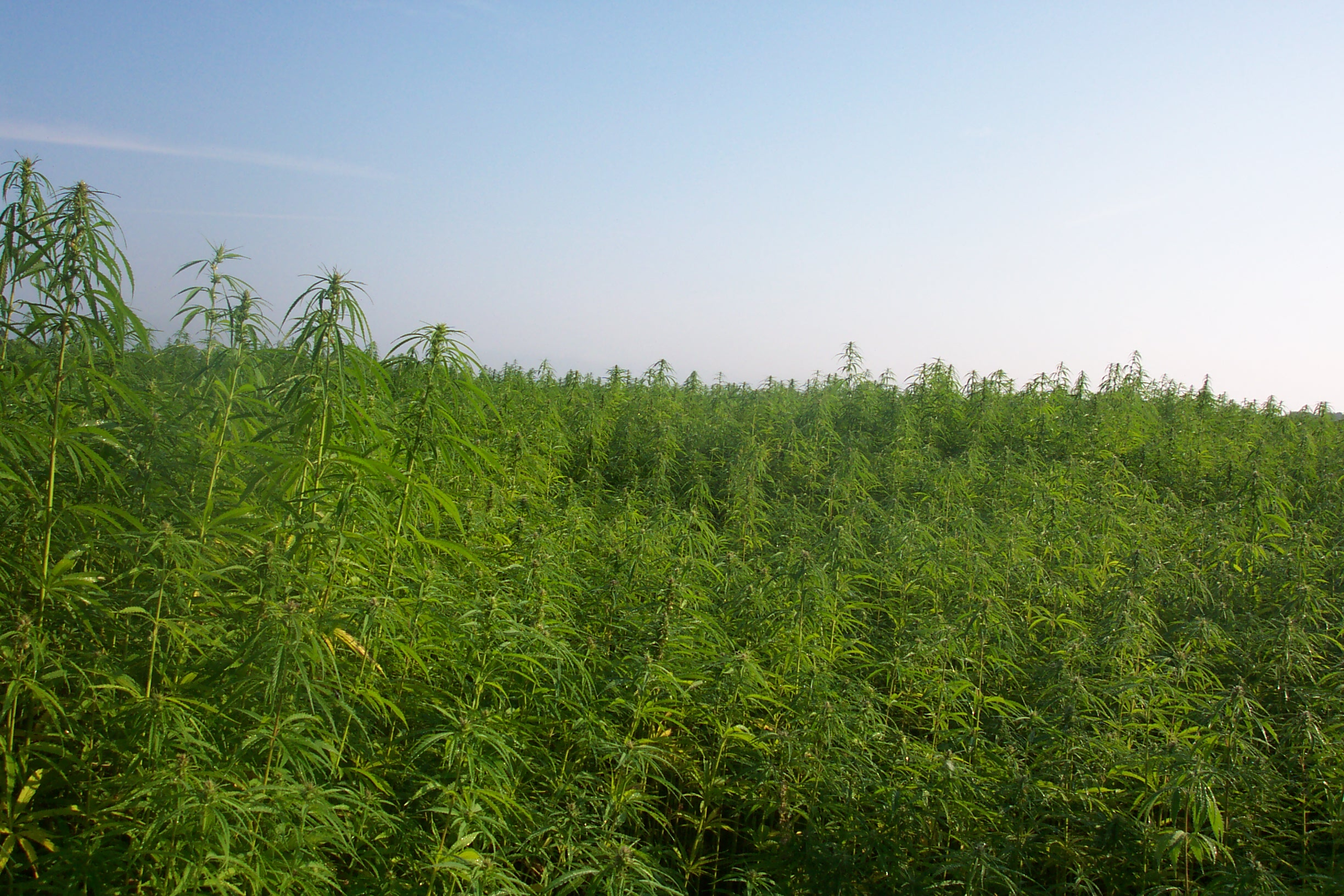
Campo de cânhamo.
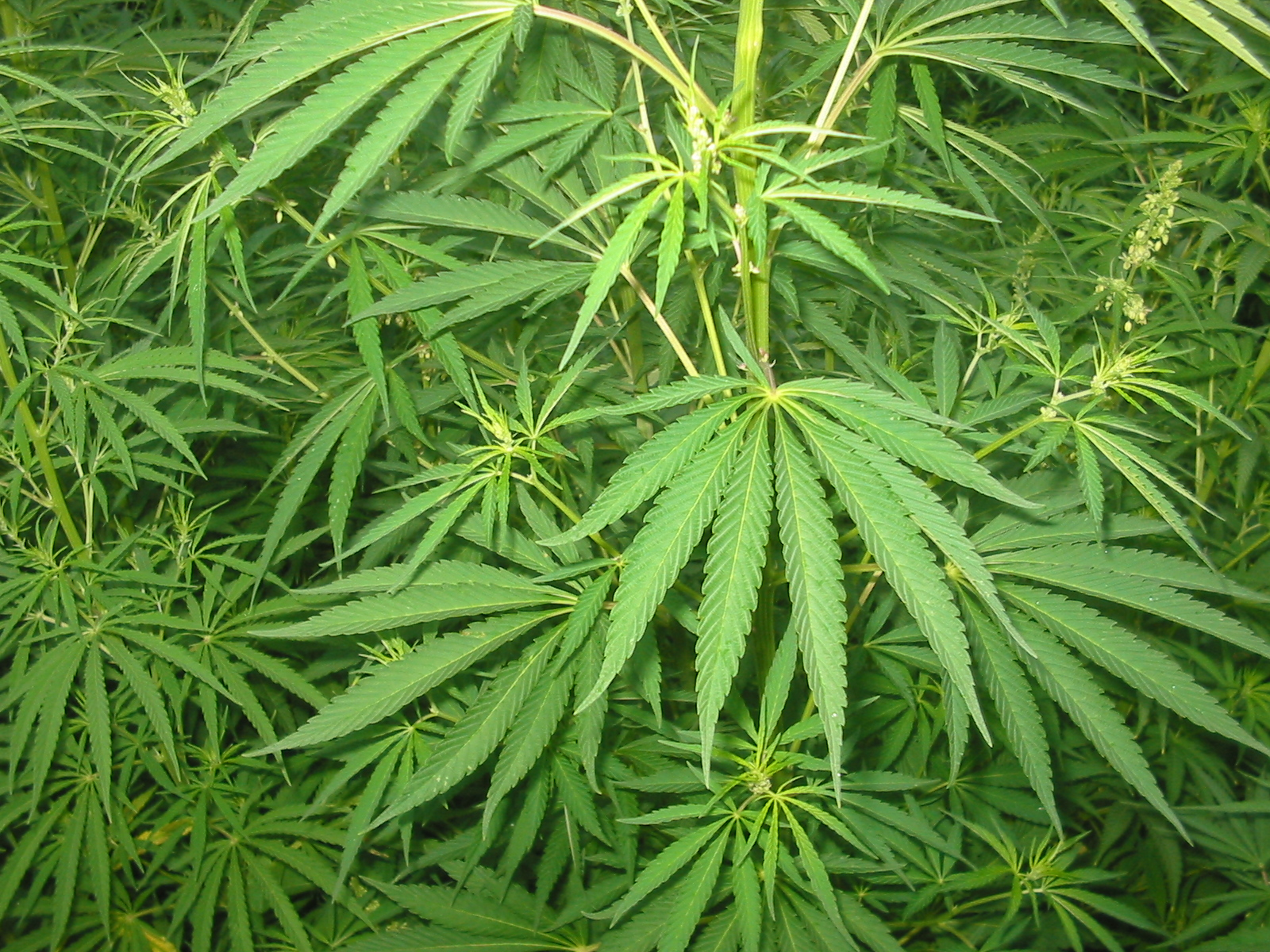
Hábito e folhagem.
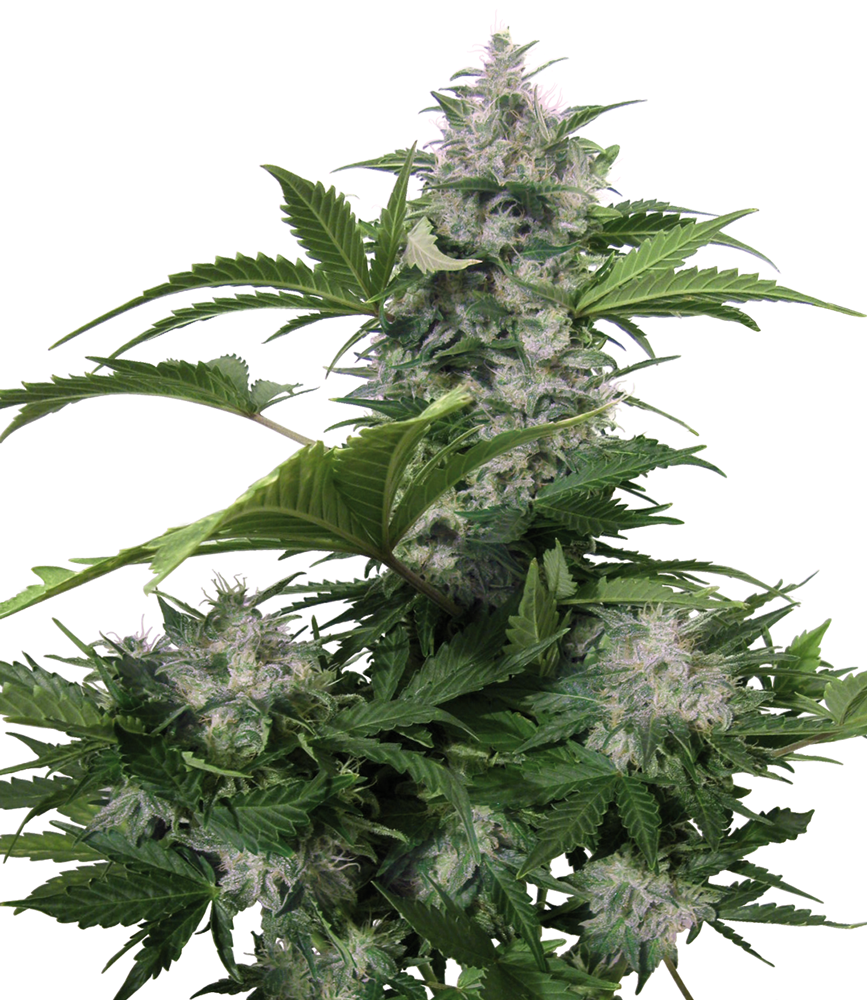
Inflorescência feminina.
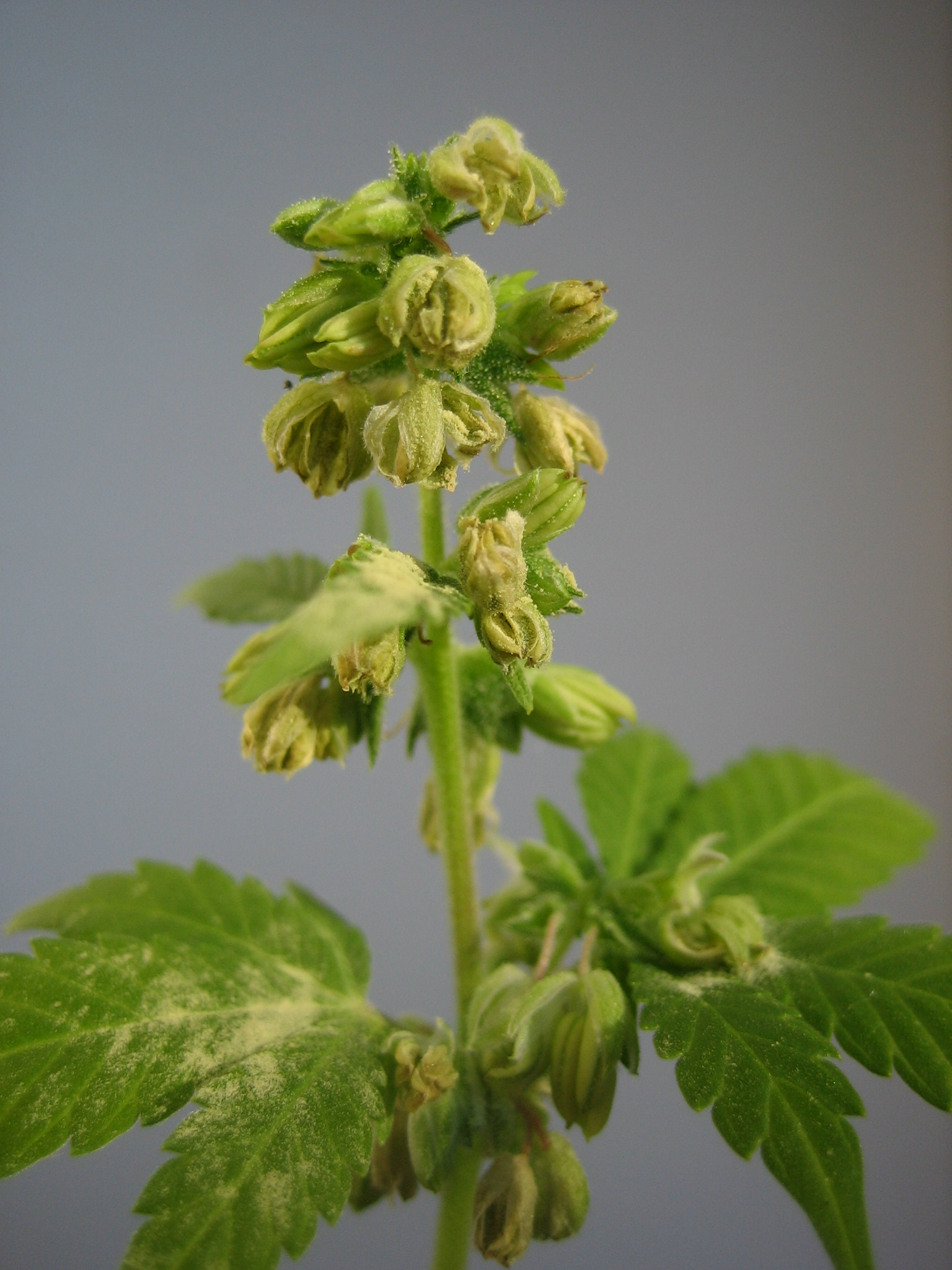
Inflorescência masculina.
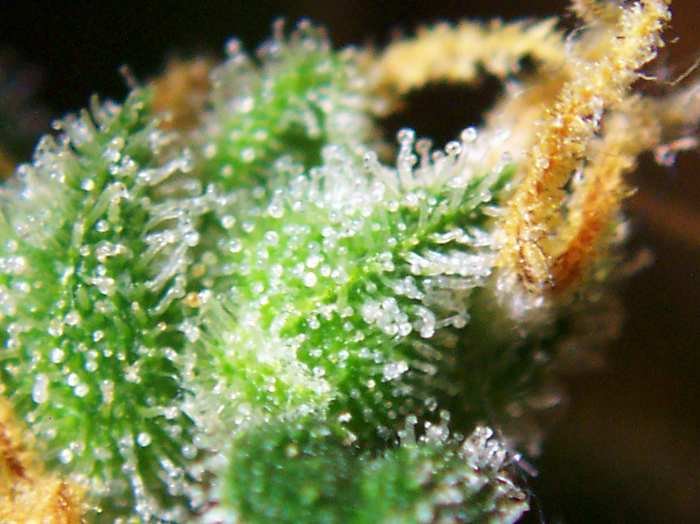
Flores femininas (pormenor)
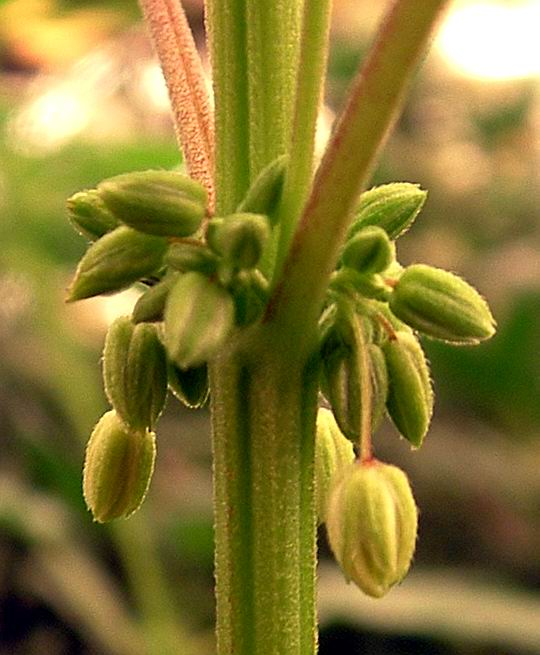
Flores masculinas (pormenor)

Lúpulo (Humulus)

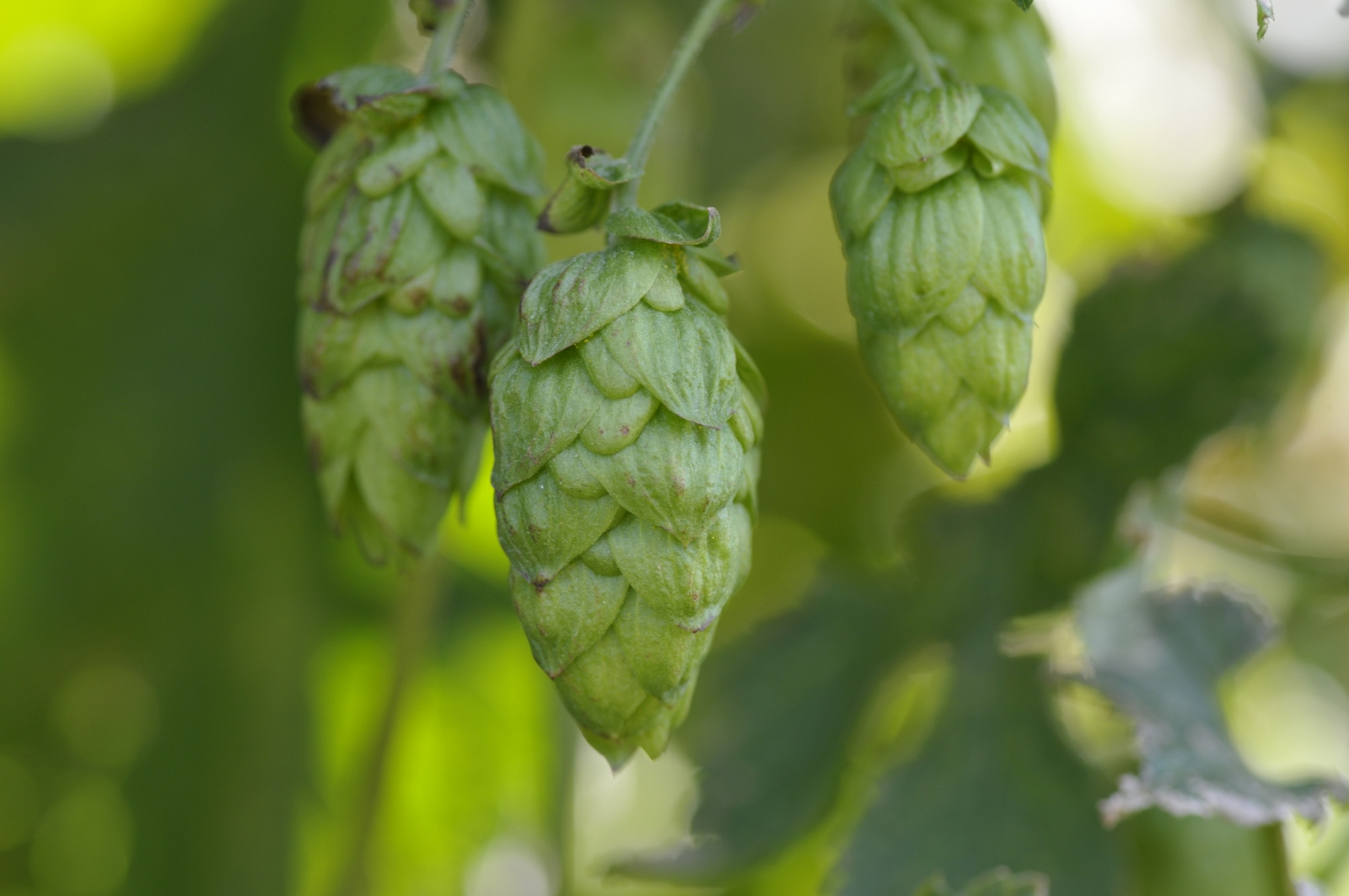
Inflorescência feminina do lúpulo cultivado.
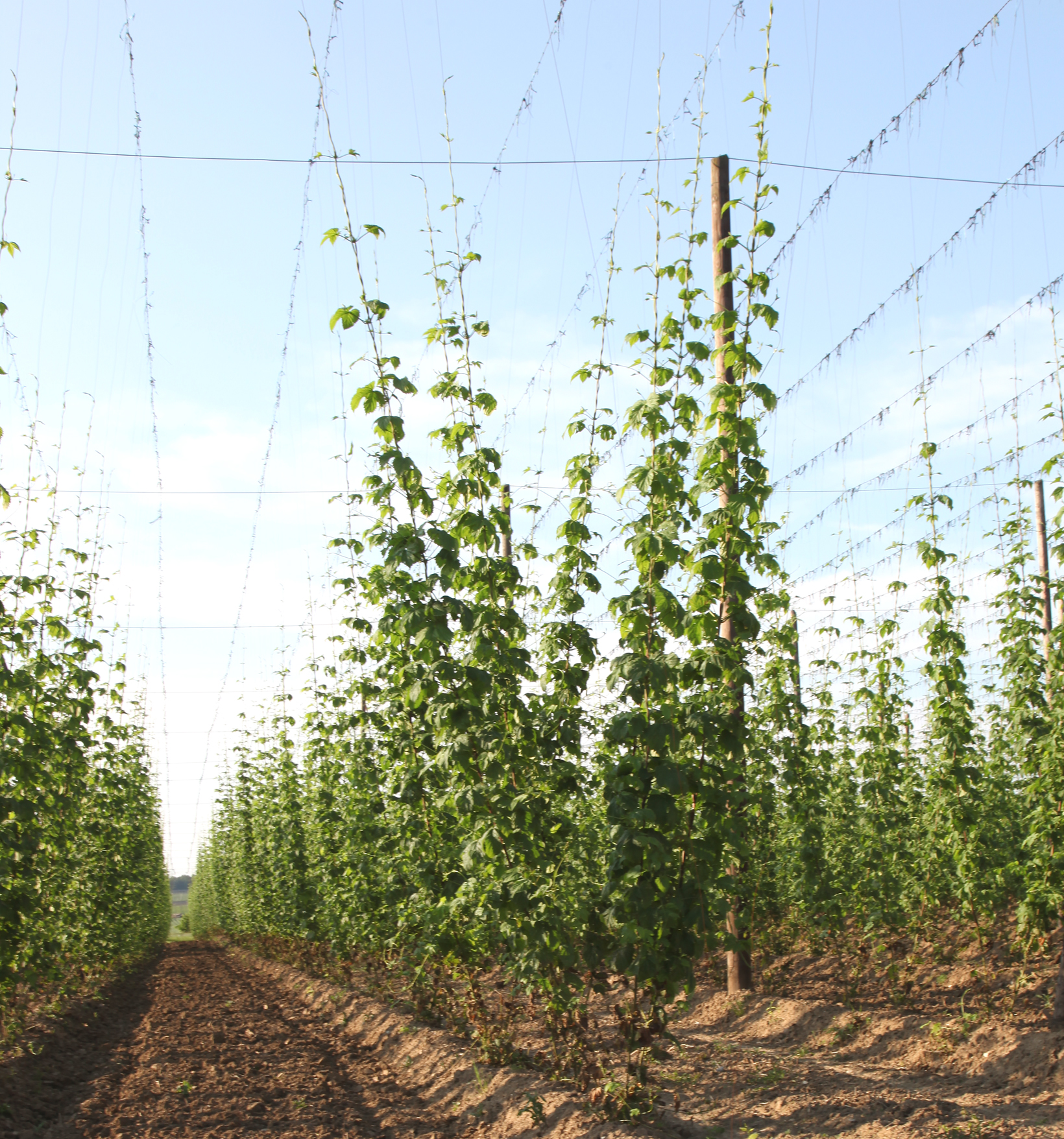
Campo de lúpulo.
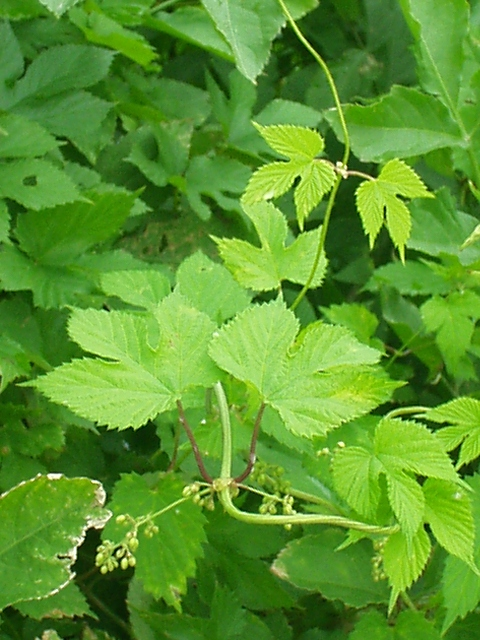
Folhagem do lúpulo silvestre.
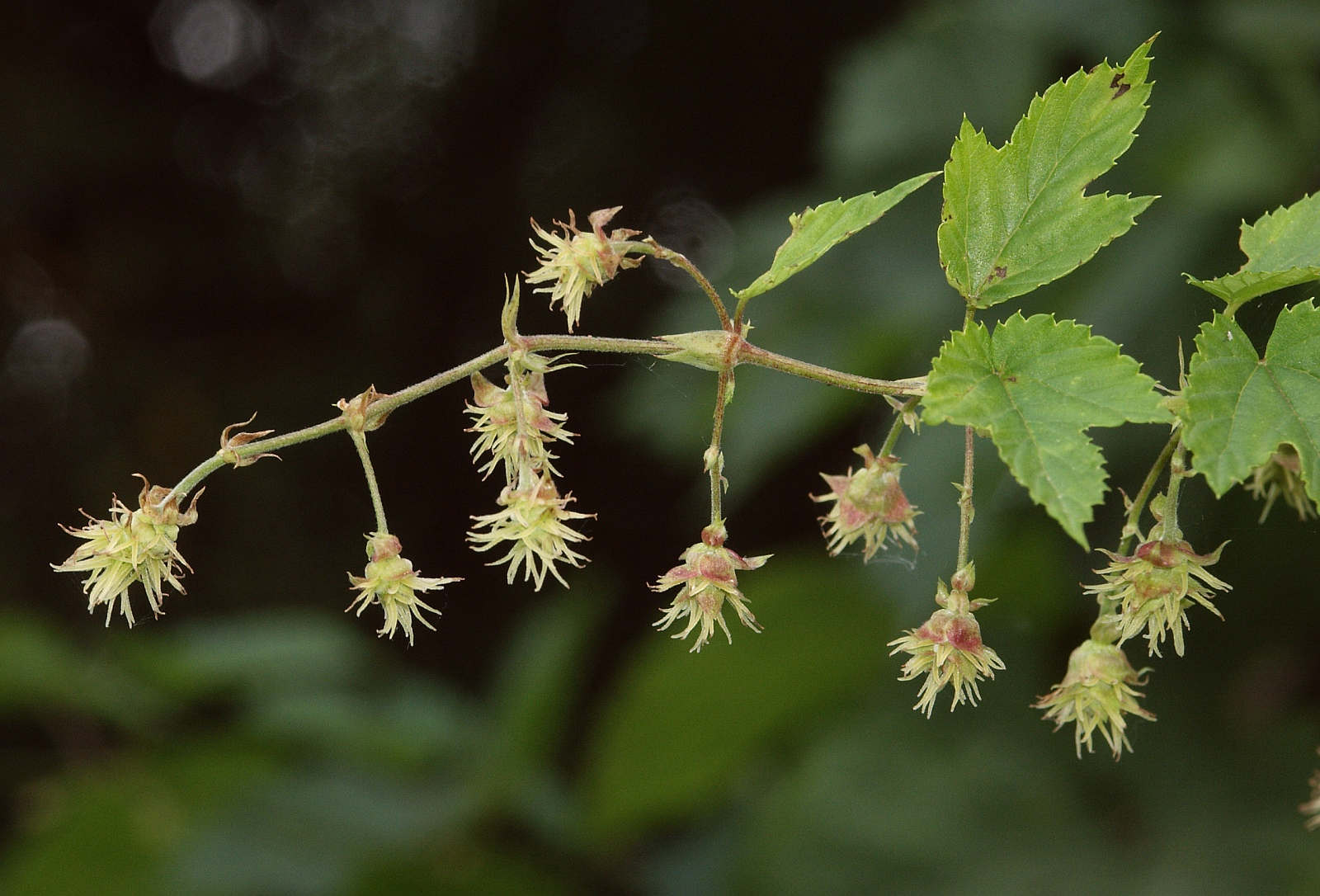
Flor feminina do lúpulo silvestre.
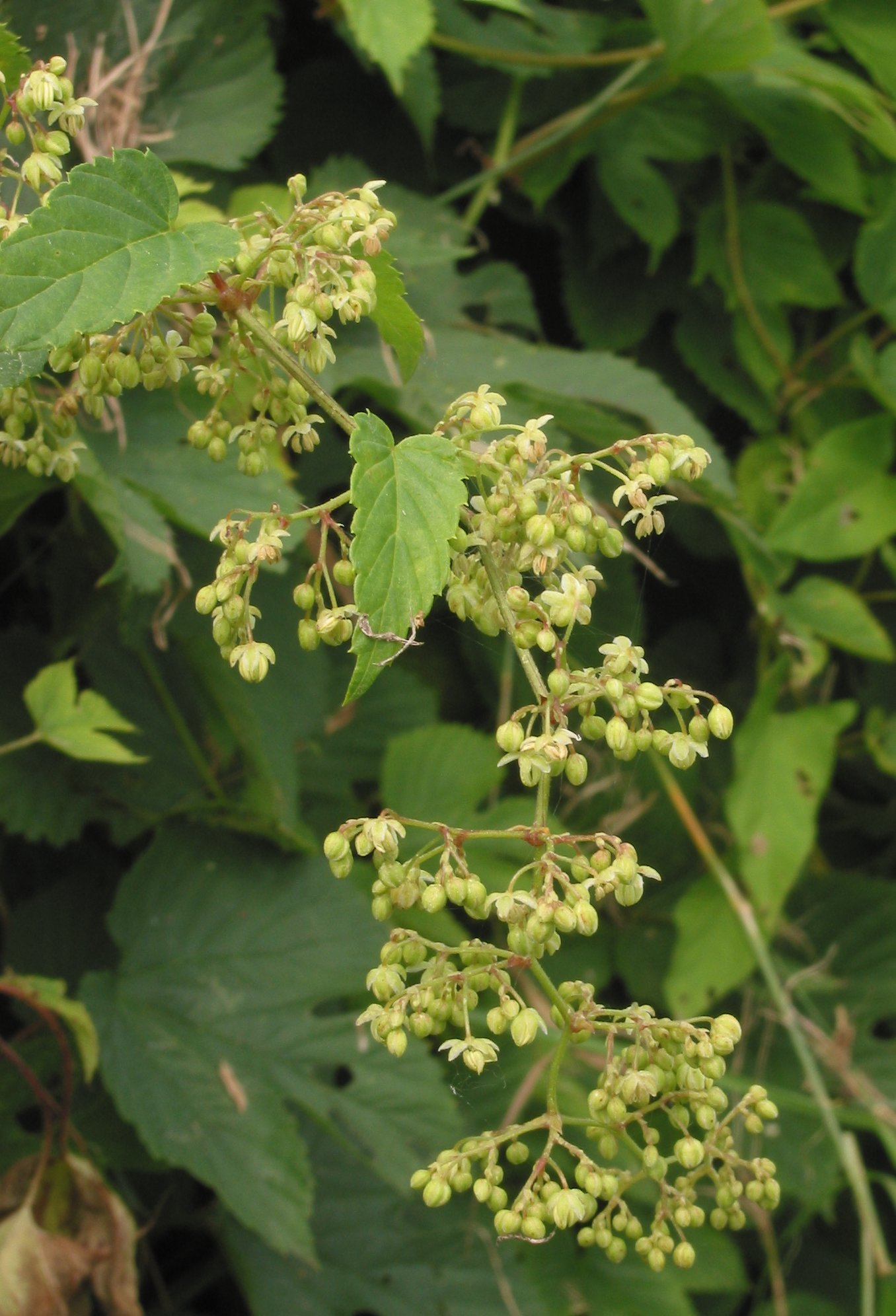
Flor masculina do lúpulo silvestre.
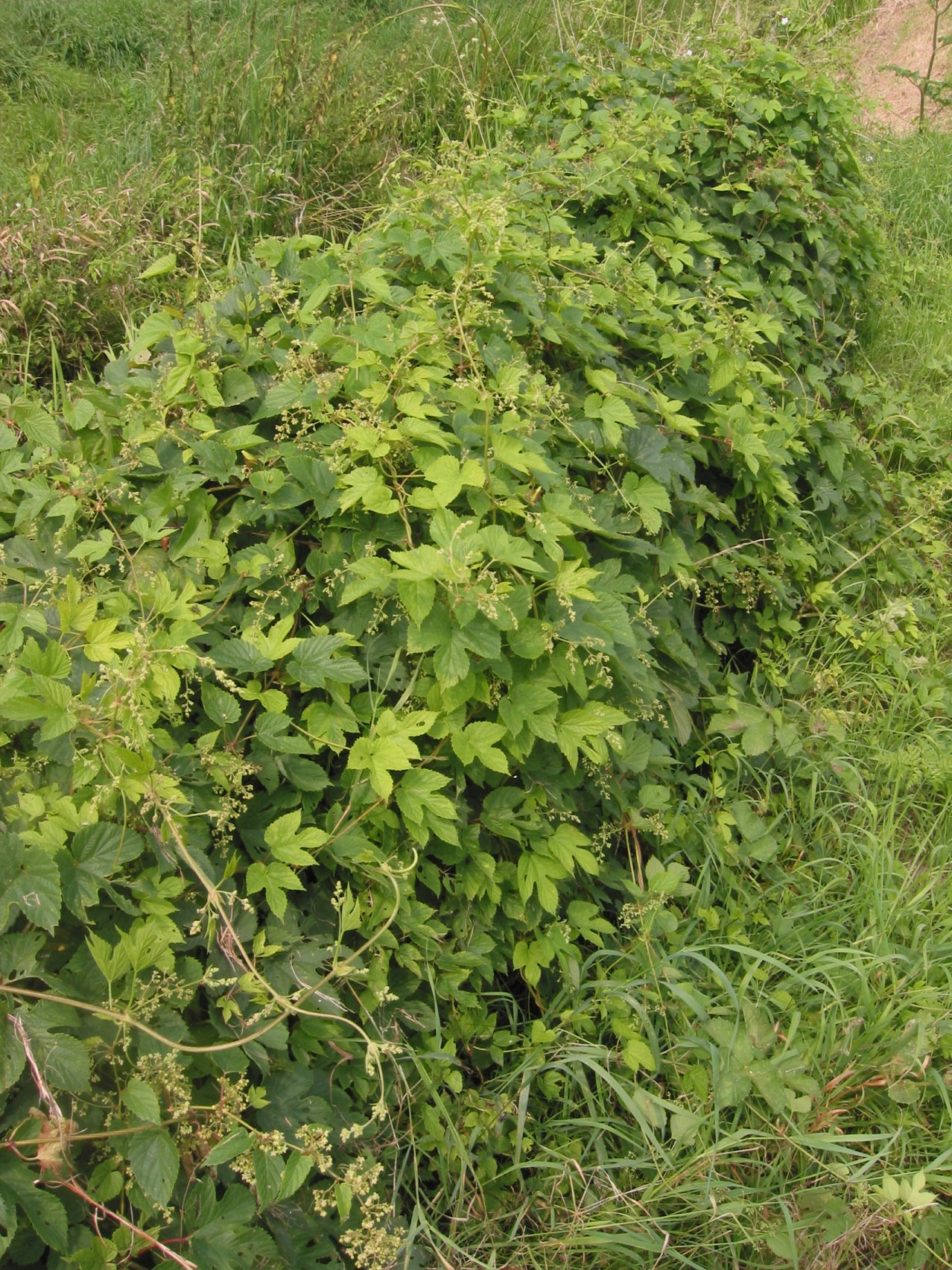
Planta masculinas do lúpulo silvestre.

Lódão-bastardo (Celtis) e outros géneros

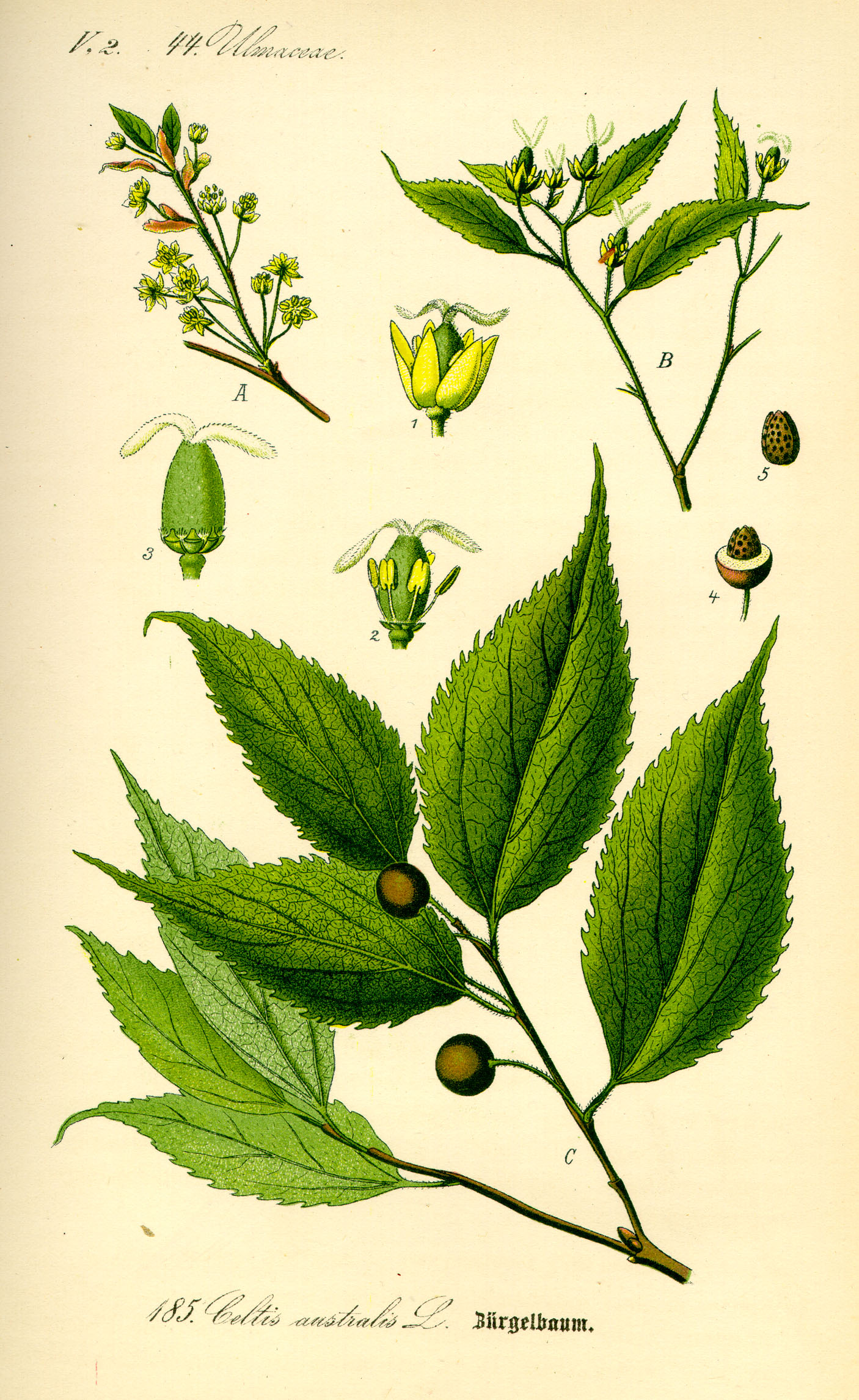
Ilustração mostrando o lódão-bastardo (Celtis australis).
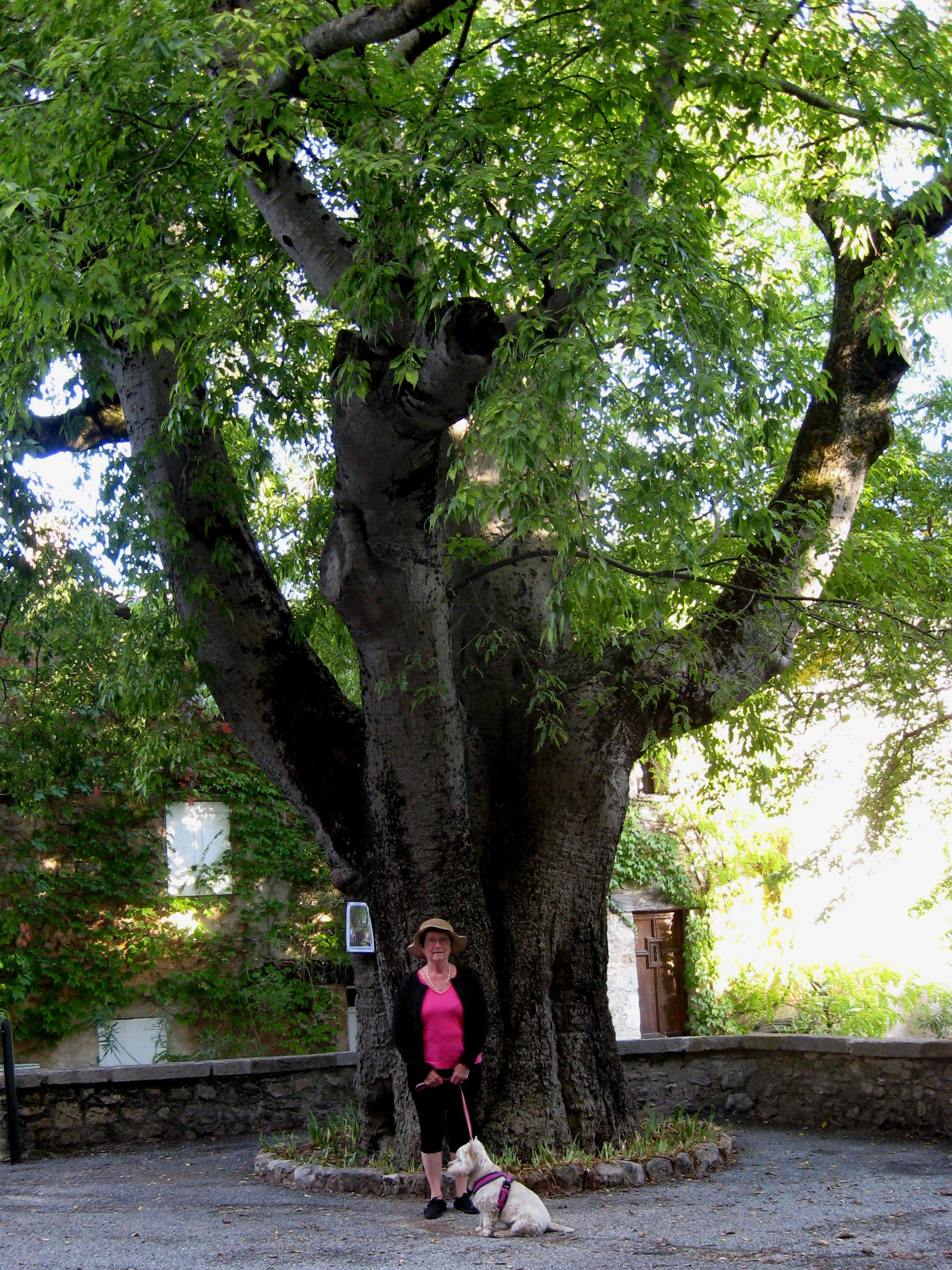
C. australis, Fox-Amphoux, France, plantado em 1550.
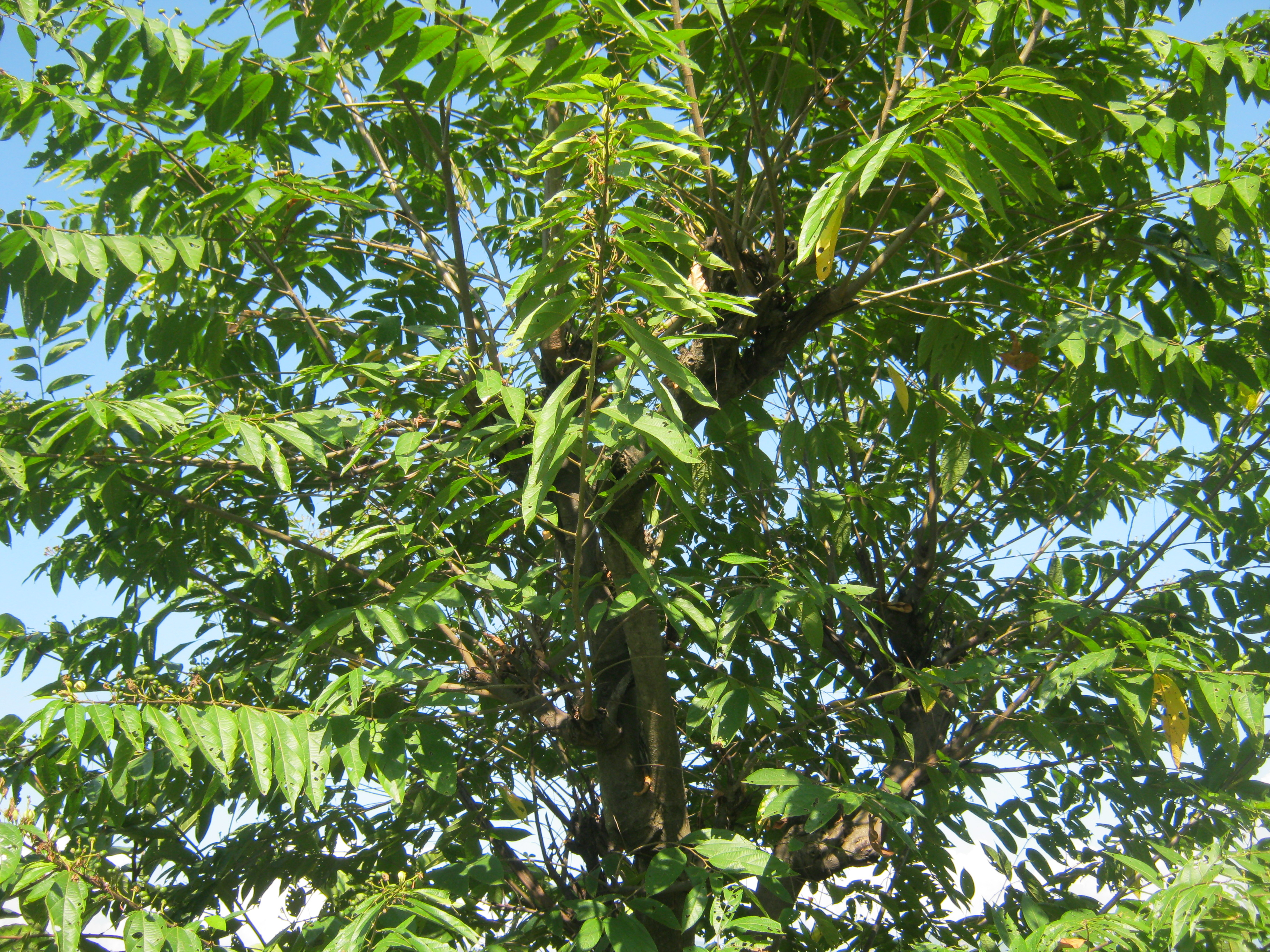
C. australis em Panchkhal VDC, Nepal.
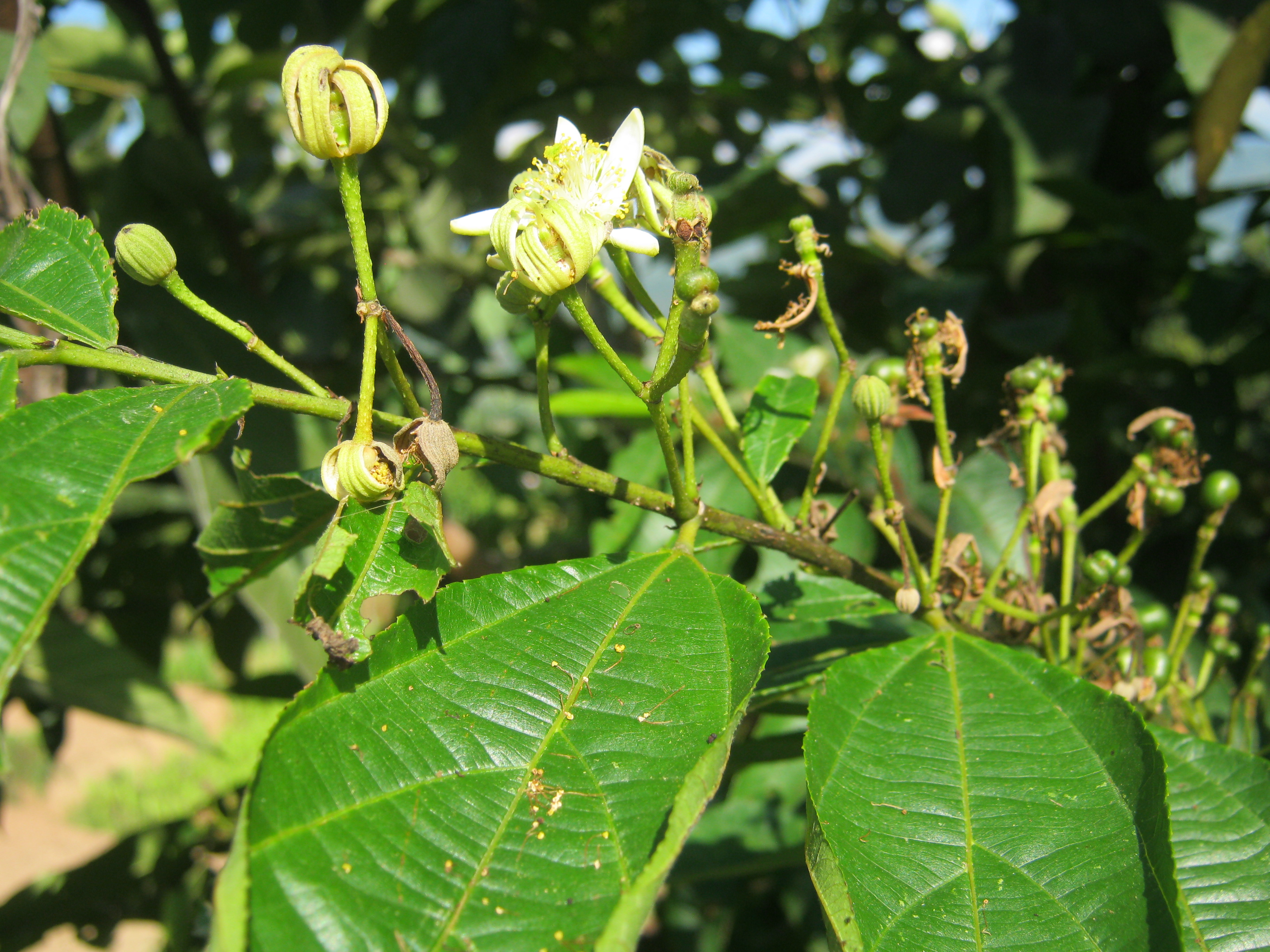
Flor de C. australis.
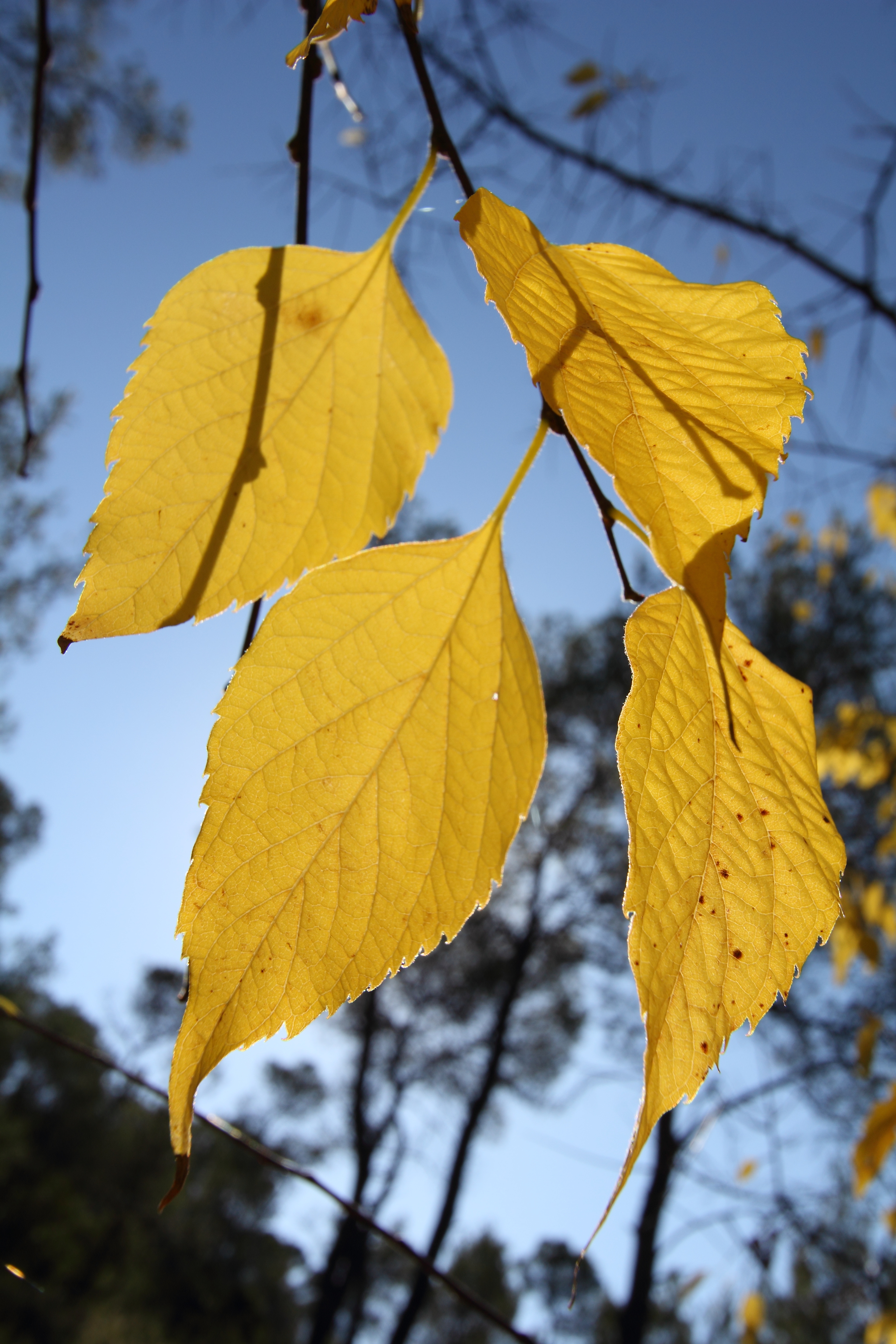
C. australis (folhagem de outono).
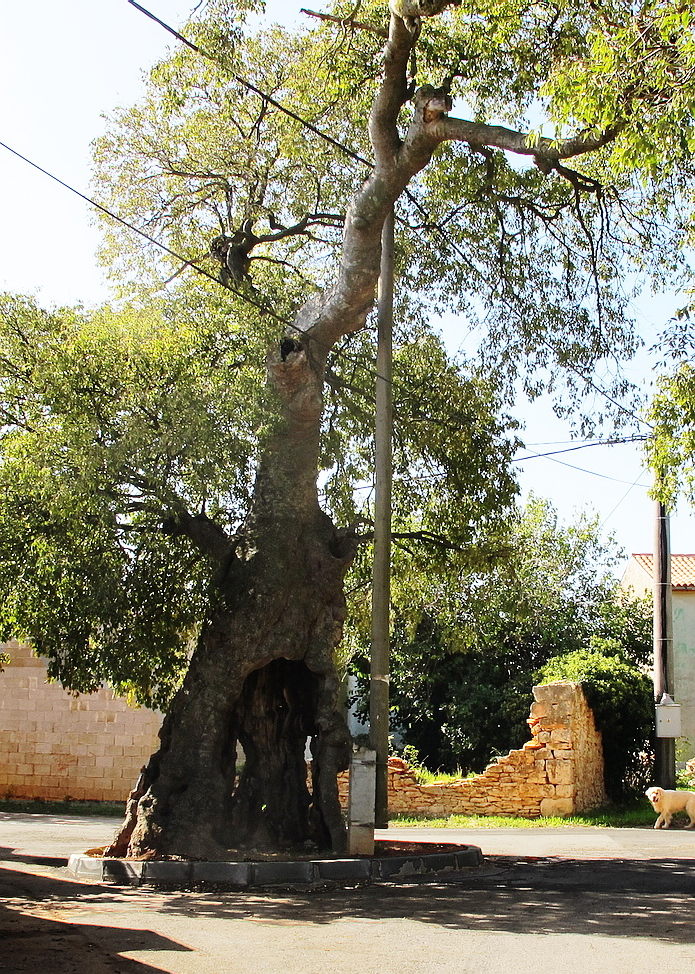
C. australis Muntic, Croácia, plantado nos inícios do século XVI.